# Національний університет «Одеська юридична академія»
Націона́льний університе́т «Оде́ська юриди́чна акаде́мія» — один із провідних закладів вищої юридичної освіти України, засновано як академію 1997 року на базі Юридичного інституту Одеського державного університету ім. Мечникова. Здійснює підготовку 16 тисяч студентів і 200 аспірантів на всіх рівнях вищої освіти. 
Викладання ведеться українською, англійською, німецькою та французькою мовами. НУ «ОЮА» є підписантом Великої хартії університетів та членом Асоціації європейських університетів і Європейської організації публічного права.
У лютому 2025 року за розпорядженням Кабміну розпочато процес приєднання університету до Одеського національного університету ім. Мечникова.

## Історія

### Юридична освіта в Рішельєвському ліцеї

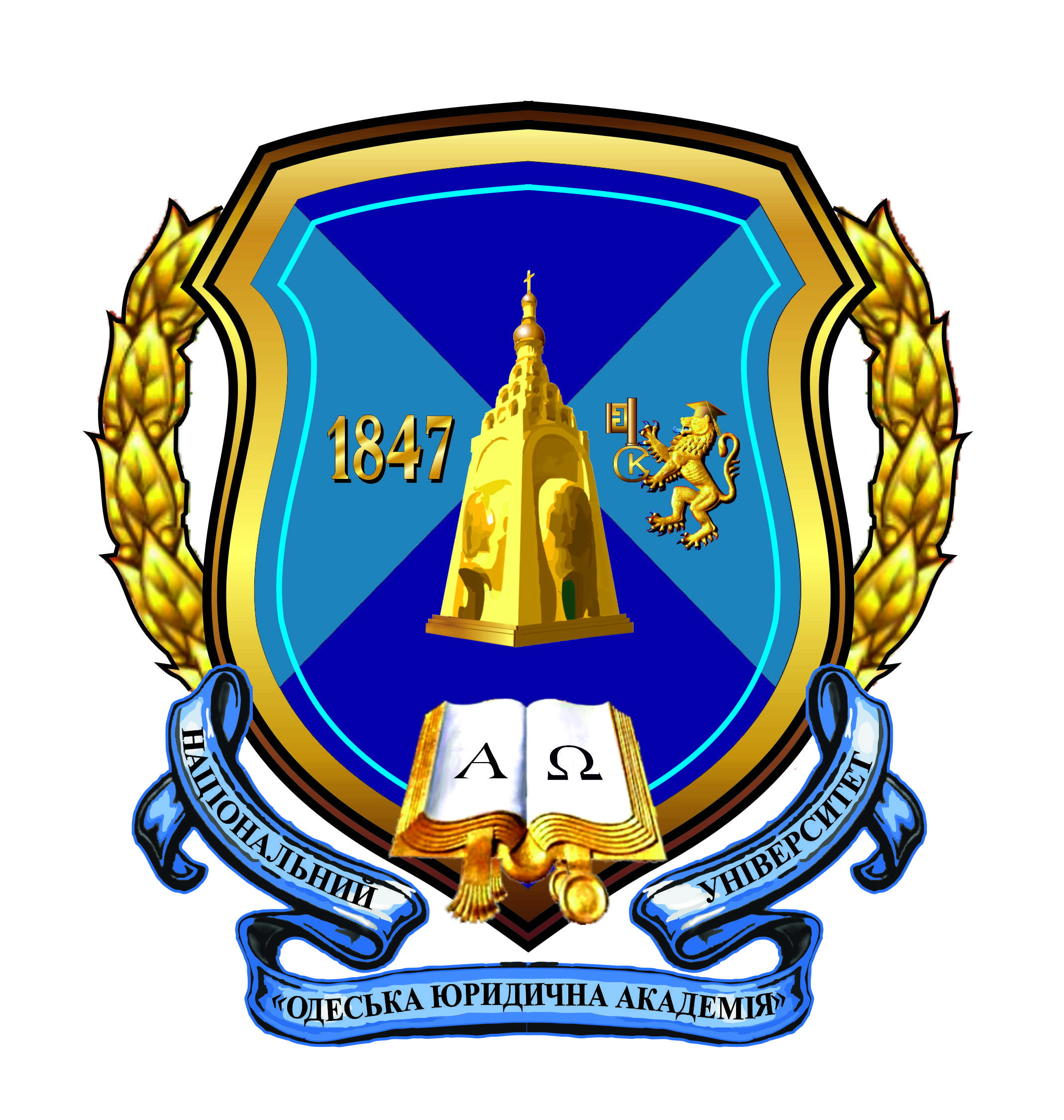
Герб НУ «ОЮА»

Свою історію заклад пов'язує з історією юридичної освіти в місті Одесі. 1837 року з'явилося юридичне відділення Рішельєвського ліцею зі статусом університетського факультету.
На чинному гербі Національного університету «Одеська юридична академія» розміщено 1847 рік — саме тоді випускники юридичного відділення Рішельєвського ліцею вперше одержали дипломи та значки державного зразка про вищу юридичну освіту.
Правниче навчання у Рішельєвському ліцеї було орієнтоване на переважне вивчення фундаментальних юридичних наук, і серед них передусім історії права. Одинадцятий параграф статуту Рішельєвського ліцею 1837 року передбачав викладання на юридичному відділенні ліцею таких предметів: «словесність римська, енциклопедія й історія правознавства, російське законознавство, римське законознавство, практичне судочинство». Відповідно до дванадцятого та тринадцятого параграфів статуту, ліцеїстам-юристам викладали і загальні для всіх відділень предмети, до яких належали: «філософія, російська словесність, загальна й особливо російська історія та статистика (предмет під назвою „статистика“ включав порівняльну географію й історію подорожей і географічних відкриттів)», догматичне та моралеповчальне богослів'я, церковна історія та церковне право. 1839 року «для повноти в юридичних курсах» було введено юридичну підготовку студентів зі спеціальності «законів державного благоустрою та благочиння та законів казенного управління».
Історично склалося, що камеральне та юридичне відділення стали попередниками спеціалізованої підготовки з публічно-правових наук у Новоросійському (пізніше Одеському) університеті.

### Юридичні факультети в Одесі до Другої світової війни
1865 року на базі ліцею створено Новоросійський університет, одним із трьох факультетів якого став юридичний, який був «результатом синтезу юридичного і камерального відділень Рішельєвського ліцею».
За перші роки існування кількість студентів юридичного факультету зростала порівняно з іншими, що було зумовлено попитом на юридичних й адміністративних фахівців у державі, яка бурхливо розвивалась.
Першим ректором ще до відкриття університету було призначено проф. І. Д. Соколова, який у перші роки існування Новоросійського університету виконував обов'язки декана юридичного факультету (у зв'язку з недостатньою укомплектованістю викладацького складу факультету).
Викладання на факультеті здійснювалось на кафедрах: енциклопедії права, історії найважливіших іноземних законодавств, історії руського права, історії слов'янського законодавства (до 1890 р.), державного права, римського права, цивільного права з цивільним судоустроєм та судочинством, торговельного права, кримінального права з кримінальним судоустроєм та судочинством, поліцейського права, фінансового права, міжнародного права, політичної економії та статистики, канонічного права (надалі — церковного права).
Серед видатних викладачів факультету тих часів були Д. І. Азаревич, О. М. Богдановський, О. Л. Боровиковський, Є. В. Васьковський, М. М. Вольський, Ю. С. Гамбаров, М. Л. Дювернуа, О. І. Загоровський, І. О. Івановський, П. Є. Казанський, В. А. Косинський, О. В. Куніцин, В. Ф. Левитський, Ф. І. Леонтович, М. І. Малінін, Е. Я. Немировський, В. М. Ренненкампф, В. В. Сокольський, А. Ф. Федоров, П. П. Цитович, Ю. М. Чижов, О. Я. Шпаков, М. М. Шпилевський.
Події жовтня 1917 року викликали радикальне реформування суспільних відносин, права та держави. Зокрема, були спроби побудови принципово нової, побудованої на засадах диктатури пролетаріату системи юридичної освіти. Після закриття Новоросійського університету юридичний факультет постійно закривали, відновлювали та реорганізовували. З 1920 року університети було визнано «консервативною» формою навчання, їх факультети було перетворено на інститути. На базі Новоросійського університету 1920 року було створено Медичний, Фізико-математичний і Гуманітарно-суспільний інститути.
1 вересня 1921 року було утворено Інститут народної освіти (до нього ввійшов Гуманітарно-суспільний інститут) й Інститут народного господарства (включав юридичний факультет з ухилами: а) судовий; б) господарчий; в) адміністраційний). 1 вересня 1930 року на підставі постанови Раднаркому та наказу Нарком освіти юридичний факультет Одеського інституту народного господарства увійшов до складу Харківського інституту права та радянського будівництва. Упродовж 1920-30-хх років XX століття юридична освіта та наука були розосереджені в декількох науково-навчальних осередках, на відміну від імперського періоду. Крім вказаних закладів, школа з підготовки старших і молодших міліціонерів (створена 1922 року) й Інститут судової експертизи (1923) також були освітньо-науковими установами того часу.

### Юридичні факультети в Одесі у повоєнний період

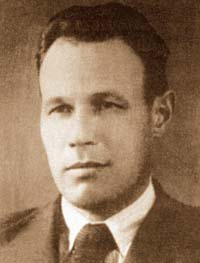
Криміналіст Віктор Колмаков (1913—1973)

Конституціоналіст Марко Орзіх (1925—2016)

1947 року факультет було відновлено у складі Одеського державного університету. Його першим деканом став криміналіст доцент М. А. Кравцов, а згодом — доцент І. О. Середа (фахівець у галузі колгоспного права) і доцент Ф. Г. Ліханов (державознавець). Викладачами юридичного факультету в ті роки були І. В. Шерешевський, І. Ю. Фінн, В. Т. Олієвський, Ю. Я. Баскін, В. П. Шахматов, Б. В. Поклонський тощо. На юридичному факультеті до 1954 року викладання велося на трьох кафедрах: державного й адміністративного права (завідувач кафедри доцент Ф. Г. Ліханов, із вересня 1962 року — декан факультету); цивільного, колгоспного та земельного права (завідувач кафедри доцент І. О. Середа — до вересня 1952 року, потім кафедрою завідували Б. В. Поклонський і Ю. С. Червоний); кримінального права, процесу та криміналістики (завідувач кафедри доцент М. А. Кравцов).
1954 року юридичний факультет знов було закрито, а студентів переведено до Львівського університету. В Одесі продовжувала працювати філія Всесоюзного юридичного заочного інституту (ВЮЗІ), директорами якої в різні роки були П. К. Чебаненко, Р. І. Степанова, І. В. Михайлов.
1960 року Одеська філія ВЮЗІ стала філією юридично-економічного факультету Київського держуніверситету. Заступником декана Одеської філії працював спочатку І. В. Михайлов, потім Ю. С. Червоний.
У липні 1961 року юридичний факультет (заочне та вечірнє відділення) Одеського університету було відновлено, а деканом юридичного факультету було обрано доцента Ю. С. Червоного (1961-1965 рр.), а згодом доцента К. І. Удалих (1965-1967 рр.). Спочатку факультет складався з двох кафедр: державних і правових дисциплін (завідувач кафедри доцент І. А. Греков) і соціально-правових дисциплін (завідувач кафедри доцент І. О. Середа). У подальшому з'явились інші кафедри — цивільного права та процесу (завідувач кафедри доцент Ю. С. Червоний); державного й адміністративного права (завідувач кафедри професор І. М. Пахомов, згодом — професор Л. М. Стрельцов, з 1979 року — М. П. Орзіх); теорії та історії держави та права (завідувач кафедри доцент І. А. Греков, згодом — професор О. В. Сурілов); з 1967 — кафедра криміналістики, кримінального права та процесу (завідувач кафедри професор В. П. Колмаков, згодом — доцент І. В. Михайлов, доцент Є. В. Додін, професор Л. В. Багрій-Шахматов).
1966 року на юридичному факультеті Одеського державного університету було відкрито денне відділення.
У 1967—1973 роках деканом юридичного факультету був криміналіст, доктор юридичних наук, професор В. П. Колмаков. З 1973 до 1987 року деканом юридичного факультету був доцент Ю. С. Червоний. З 1987 року на цій посаді працював доктор юридичних наук, професор А. С. Васильєв, який одночасно очолював кафедру адміністративного права та управління.

### Юридичний інститут
З 1 вересня 1993 року, юридичний факультет було реорганізовано в Юридичний інститут. Ректором Юридичного інституту ОДУ став доктор юридичних наук, професор, академік Академії правових наук України А. С. Васильєв, першим проректором — професор Є. Л. Стрельцов, проректором з навчальної роботи — доцент С. В. Ківалов, проректором з наукової роботи — професор І. В. Постіка. Враховуючи рішення вченої ради Юридичного інституту ОДУта рішення вченої ради ОДУ ім. І. І. Мечникова про рекомендацію на укладення трудової угоди на посаду ректора Юридичного інституту ОДУ з Ківаловим Сергієм Васильовичем терміном на 5 років, наказом Міністерства освіти України від 27 серпня 1997 року професора Ківалова Сергія Васильовича призначено ректором Юридичного інституту ОДУ. Також затверджено ухвалений рішенням вченої ради Юридичного інституту ОДУ Статут Юридичного інституту ОДУ.
Юридичний інститут ОДУ у складі університету став автономною навчальною, науковою та культурною установою, яка об'єднала факультети, кафедри, науково-дослідні лабораторії, допоміжні служби, які забезпечували підготовку (підготовче відділення), перепідготовку (відділення післядипломної підготовки) та підвищення кваліфікації (інститут підвищення кваліфікації) у сфері державознавства та правознавства. Інститут був юридичною особою.
Першими факультетами автономного юридичного закладу в м. Одесі стали: державного будівництва і управління (декан доцент Б. А. Пережняк); правосуддя і правової роботи в народному господарстві (декан професор О. О. Погрібний); прокурорсько-слідчий (декан доцент Н. А. Мірошниченко, з 1 вересня 1994 року до травня 1997 року — доцент Ю. Є. Полянський. З травня 1997 року знову доцент Н. А. Мірошниченко).
1997 року за пропозицією Міністерства освіти, погодженою з Міністерством фінансів, Міністерством економіки та Одеською обласною державною адміністрацією, на підставі постанови Кабінету Міністрів України від 2 грудня 1997 року, на базі Юридичного інституту Одеського державного університету імені І. І. Мечникова створено Одеську державну юридичну академію. Першими факультетами Одеської юридичної академії стали: державного управління та міжнародних відносин (декан Б. А. Пережняк), цивільного права та підприємництва (декан І. А. Дришлюк) та судово-прокурорський (декан Н. А. Мірошниченко). Першими проректорами академії стали: з навчально-виховної роботи — М. П. Волик, з АГЧ — В. Ф. Мишакін, із зарубіжних зв'язків — М. П. Орзіх, з навчально-методичної роботи — А. І. Паньков, з навчальної роботи — Ю. Є. Полянський, з наукової роботи — І. В. Постіка.
18 лютого 1998 року ОДЮА було включено до Переліку вищих навчальних закладів з підготовки та перепідготовки фахівців органів виконавчої влади та ринкової економіки.
2000 року Одеській юридичній академії було надано статусу національної.
2010 року на її базі створено Південний регіональний центр Національної академії правових наук України. Того ж року Одеську національну юридичну академію реорганізовано у Національний університет «Одеська юридична академія».

## Наглядова рада й органи управління

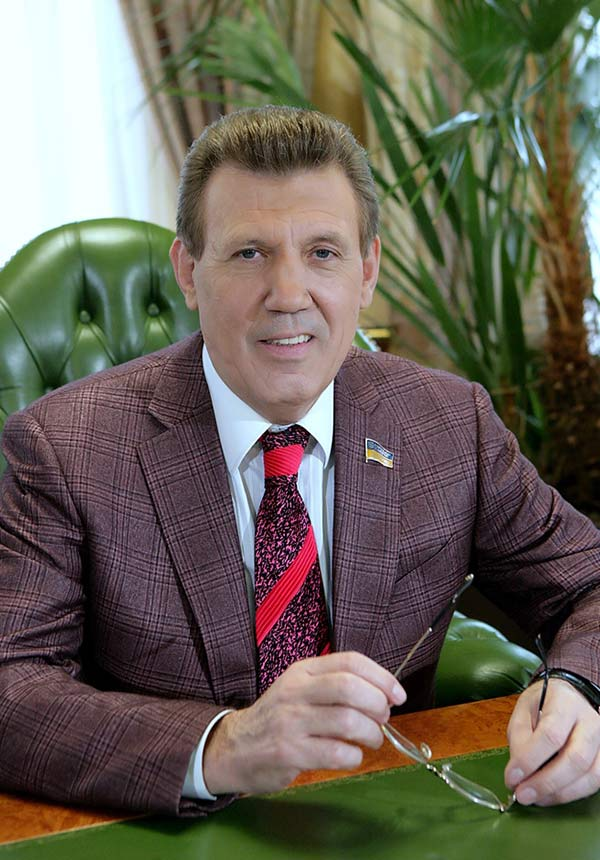
Президент університету, академік С. В. Ківалов

Для здійснення нагляду за управління майном університету та додержанням мети його створення існує наглядова рада. У квітні 2018 року Міністерством освіти і науки України затверджено наглядову раду Національного університету «Одеська юридична академія» у такому складі:
- Ізовітова Лідія Павлівна — Голова Національної асоціації адвокатів України та Ради адвокатів України (голова ради)
- Афанасьєва Таміла Володимирівна — керівник Громадської організації «Одеська обласна рада миру»
- Буйневич Олена Валеріївна — директор департаменту освіти та науки Одеської міської ради
- Іншин Микола Іванович — завідувач кафедри трудового права та права соціального забезпечення юридичного факультету Київського національного університету імені Тараса Шевченка, академік Національної академії правових наук України
- Кремень Василь Григорович — президент Національної академії педагогічних наук України
- Кучма Леонід Данилович — Президент України у 1994—2005[43] роках
- Прилипко Сергій Миколайович — член вищої кваліфікаційної комісії суддів України, академік Національної академії правових наук України, професор кафедри трудового права Національного юридичного університету імені Ярослава Мудрого
- Рабінович Петро Мойсейович — завідувач Львівської лабораторії прав людини Національної академії правових наук України, академік Національної академії правових наук України, професор кафедри теорії та історії держави і права Львівського національного університету ім. Івана Франка
- Смирнова Ангеліна — адвокат штату Каліфорнія (США)
- Степаненко Сергій Миколайович — голова ради ректорів Одеського регіону
- Терещук Олександр Дмитрович — перший заступник голови Одеської обласної державної адміністрації, доктор юридичних наук
- Шкляр Сергій Володимирович — заступник міністра юстиції України з питань виконавчої служби

Колегіальним органом управління університету є вчена рада. До неї за посадами входять ректор, проректори, керівники факультетів, інститутів і бібліотеки, учений секретар, головний бухгалтер, керівники органів самоврядування та виборних органів первинних профспілок університету. Безпосереднє управління діяльністю університету здійснює ректор, яким із квітня 2023 року є Тодощак Олег Володимирович. Протягом жовтня 2015 року його обов'язки виконував проректор Аракелян Мінас Рамзесович у зв'язку з наказом Міністерства освіти і науки про відсторонення ректора через «звернення студентів університету щодо фактів тиску на них та примусу до виконання не пов'язаних з навчальним процесом завдань під час виборів в інтересах президента університету Ківалова Сергія Васильовича», який стверджував, що «наказ суперечить нещодавно ухваленому Закону „Про вищу освіту“, а ректора обирають на Конференції трудового колективу, а не призначають; студенти Юракадемії написали відкритого листа Міністерству з вимогою скасувати наказ і навіть збиралися влаштувати акції протесту в разі відсутності діалогу». Керівництво факультетом здійснює декан, керівництво інститутом, коледжем, училищем, філією — директор, кафедрою — завідувач.
Особливість управління університетом визначається наявністю посади президента університету, який обирається конференцією трудового колективу строком до 7 років, вирішує питання перспективного розвитку університету, очолює ректорат і не одержує заробітної платні за виконання своїх повноважень. Президентом університету є Ківалов Сергій Васильович. Першим віце-президентом університету за посадою є ректор, а віце-президентами — проректори. Станом на серпень 2017 року віце-президентами є проректор з навчальної роботи Аракелян Мінас Рамзесович, проректор з наукової роботи Ульянова Галина Олексіївна, проректор з міжнародних зв'язків Туляков Вячеслав Олексійович, проректор з методичної та виховної роботи Полянський Юрій Євгенович, проректор з адміністративно-господарської роботи Крикливий Микола Федорович.

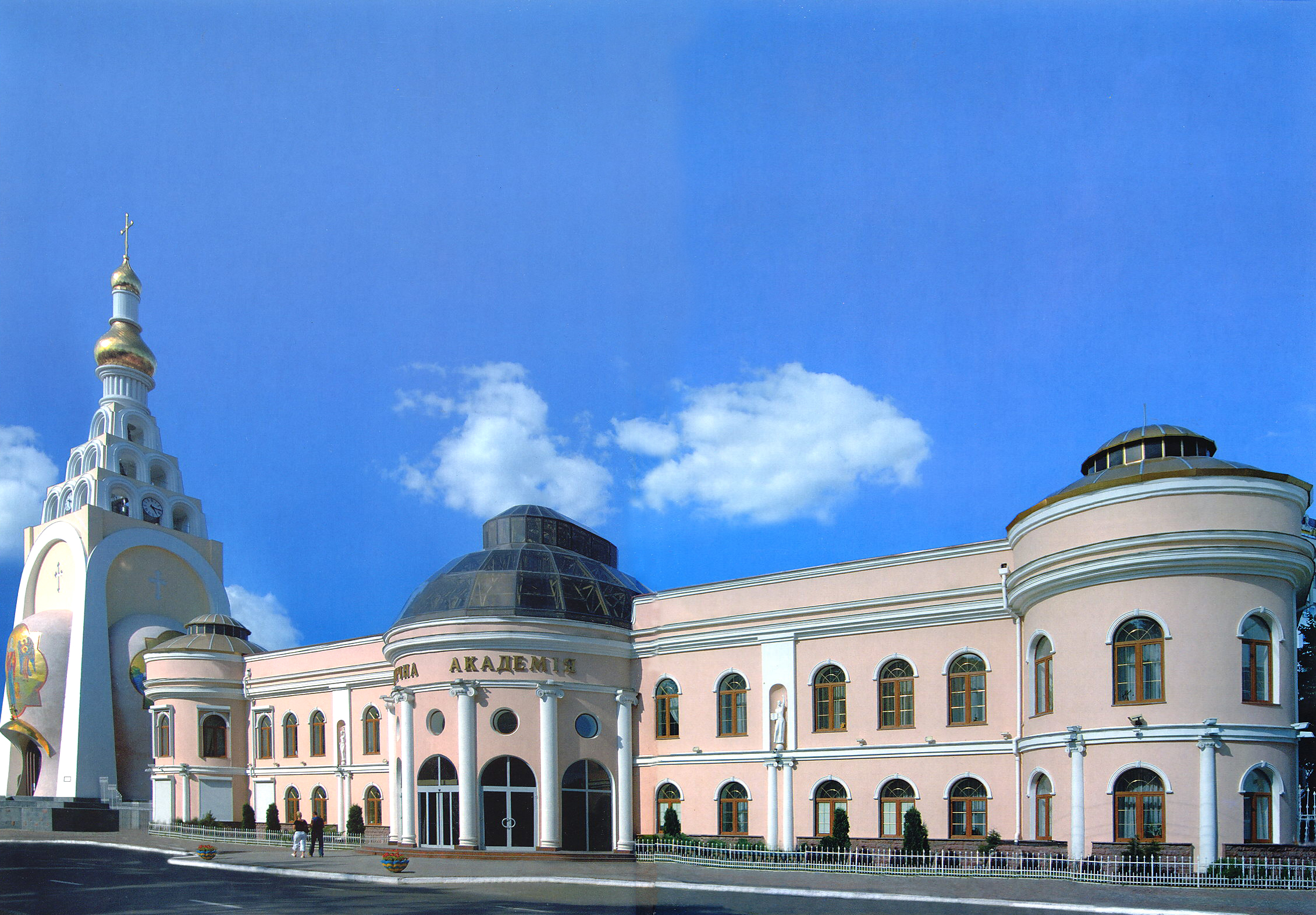
Адміністративний корпус

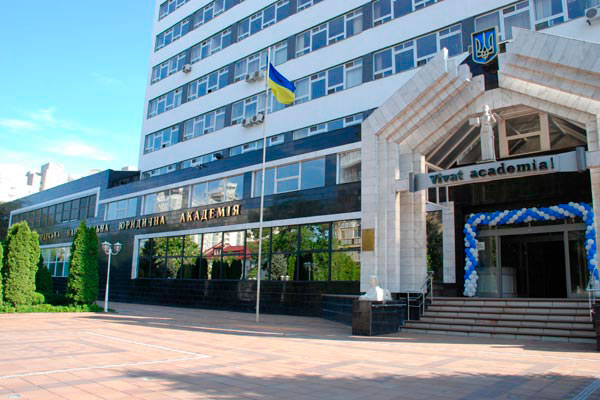
Головний навчальний корпус

## Вища юридична освіта та наука
Незалежно від закладу освіти та підрозділу (факультету чи інституту), вища юридична освіта надає можливість, працювати суддею, адвокатом, нотаріусом, державним і приватним виконавцем, помічником вказаних осіб, секретарем судового засідання, прокурором, юристом і юрисконсультом у юридичних службах органів публічної влади та юридичних осіб, арбітражним керуючим, державним реєстратором, аудитором, членом ради банку, науковим працівником і викладачем, співробітником міжнародних організацій.
Згідно з результатами аналітичного дослідження центру «CEDOS», «у галузі права … найбільше абітурієнтів ідуть навчатися до Одеської юридичної академії та Харківського юридичного університету, які, поза сумнівом, є профільними у цій галузі, адже набирають майже виключно абітурієнтів-правників. Перевага цих університетів є досить значною: до кожного з цих закладів вступили по 15 % абітурієнтів права з усіх охочих в Україні».

### Інститути, факультети та кафедри денної форми спеціальності «Право» у м. Одесі
В Одесі вищу юридичну освіту на денній формі бакалаврату та магістратури надають сім факультетів й інститутів: адвокатури, кримінальної юстиції, підготовки слідчих, міжнародно-правових відносин, соціально-правовий, судово-адміністративний, цивільної та господарської юстиції.
Факультет судового та міжнародного права здійснює підготовку студентів за спеціальнстями 081 «Право» та 293 «Міжнародне право».  На факультеті наявні чотири кафедри: адміністративного та фінансового права; конституційного права; морського та митного права; міжнародного права та міжнародних відносин.  Одними з важливих напрямків діяльності факультету СМП  є міжнародне співробітництво між університетами та академічна мобільність наших студентів в провідні іноземні університети. Розвиток міжнародних зв’язків і співробітництва здійснюється у контексті інтеграції до світового і європейського освітнього середовища.
Факультет адвокатури є першим і єдиним (до 2017 р.) в Україні факультетом, який готує майбутніх правознавців за спеціалізацією «адвокатська діяльність». На факультеті наявні три кафедри: організації судових, правоохоронних органів та адвокатури; загальнотеоретичної юриспруденції; історії держави і права. Вебсайт факультету має сторінку з інформацією про Центр працевлаштування студентів та випускників «Кар'єра», на якому користувачі можуть знайти актуальні новини, пов'язані з можливостями працевлаштування та оголошеннями про робочі вакансії. Також на факультеті відбувається ярмарок вакансій для роботодавців, які відбирають студентів старших курсів на роботу або стажування. Крім того, факультет, за свідченнями незалежних експертів із USAID, «провадить хорошу практику, коли залучає місцеву юридичну спільноту і ознайомлює студентів з інституціями адвокатури та судової влади».
Інститут кримінальної юстиції здійснює підготовку студентів за спеціалізацією «Кримінальна юстиція». В Інституті наявні три кафедри: кримінального права; кримінального процесу; криміналістики. Факультет підготовки слідчих Інституту кримінальної юстиції здійснює підготовку зі спеціалізації «слідча діяльність». На факультеті наявні дві кафедри: кримінології та кримінально-виконавчого права; фізичного виховання.
Соціально-правовий факультет здійснює підготовку студентів за спеціалізацією «Захист прав людини». На факультеті наявні три кафедри: трудового права та права соціального забезпечення; аграрного, земельного та екологічного права; національної економіки.
Факультет цивільної та господарської юстиції здійснює підготовку студентів з акцентом на поглиблене вивчення приватного права. На факультеті наявні три кафедри: цивільного права; цивільного процесу; господарського права і процесу.

### Інші юридичні навчальні підрозділи у м. Одесі
Юридичний коледж здійснює підготовку студентів за спеціальністю «Право» за освітньо-кваліфікаційним рівнем «молодший спеціаліст».
До коледжу приймаються особи на основі базової або повної середньої освіти. Термін навчання на денній формі навчання становить 3 роки.
Факультет заочного та вечірнього навчання здійснює підготовку студентів на заочній формі зі спеціальності «Право» на бакалавраті та магістратурі, а також із деяких інших спеціальностей на магістратурі. Термін навчання на бакалавраті становить 5 років, на магістратурі — 1,4 роки.
Факультет заочного навчання № 2 забезпечує можливість здобуття другої вищої освіти зі спеціальності «Право» особами, які мають вищу освіту з інших спеціальностей.
Інститут підготовки професійних суддів було створено на підставі відповідного Указу Президента України 27 грудня 2001 року розпорядженням Кабінету Міністрів України від 30 травня 2002 року. Він став першим подібним закладом у країнах-підписантах Договору про створення СНД. Наразі він здійснює підготовку магістрів зі спеціальності «Право» (спеціалізації «суддя загального суду», «суддя спеціалізованого суду»).

### Практична складова юридичної освіти
Поряд з провідними теоретиками в галузі вітчизняної науки в університеті викладають практикуючі юристи та державні службовці. Серед них — голова Ради адвокатів Одеської області, асистент Бронз Йосип Львович, керуючий партнер юридичної фірми «Юрлайн», член Ради адвокатів Одеської області, доцент Зубар Володимир Михайлович, випускник НУ «ОЮА», керуючий партнер юридичної фірми «Де-юре», депутат Одеської міської ради (2005—2010), доцент Трипульський Григорій Якович, випускниця НУ «ОЮА», віце-президент Української академії медіації, адвокат, медіатор, член правління та керівник комітету стандартизації Національної асоціації медіаторів України, доцент Романадзе Луіза Джумберовна, медіатор, член Української академії медіації, професор Крестовська Наталя Миколаївна, члени Ради адвокатів Одеської області, асистент Джабурія Олена Олександрівна та доцент Сєргєєв Юрій Володимирович, член дисциплінарної палати Кваліфікаційно-дисциплінарної комісії адвокатури (КДКА) Одеської області, професор Бакаянова Нана Мезенівна, члени кваліфікаційної палати КДКА Одеської області, доценти Додіна Євгенія Євгенівна, Дришлюк Катерина Володимирівна, Стоянов Микола Михайлович (учасник програми «Адвокат майбутнього» 2017 від Асоціації правників України).
Університет активно співпрацює з державними органами та органами місцевого самоврядування, а також з юридичними фірмами. 7 квітня 2017 року Національна асоціація адвокатів та НУ «Одеська юридична академія» уклали Меморандум про співробітництво, який передбачає організацію навчальних, виробничих та переддипломних практик студентів на базі рад адвокатів регіонів, викладання в Університеті дисциплін з історії становлення та розвитку інституту адвокатури, відкриття тематичних кабінетів та аудиторій, спільну розробку пропозицій щодо проєктів законів й інших нормативно-правових актів, робочих навчальних та державних програм і планів дій, стратегій тощо, спільну дослідницьку та видавничу діяльність, інші спільні заходи, проєкти та програми з метою здійснення професійної підготовки фахівців у галузі права.
У НУ «ОЮА» функціонує перша в Одесі й одна з найперших в Україні юридичних клінік. Її було утворено у 1998 році як юридичну консультацію, а 2002 року реорганізовано у повноцінну юридичну клініку. Студенти добираються до роботи в ній шляхом заповнення спеціальних форм. Людям, які звертаються по юридичну допомогу, призначається час прийому з консультантами. Вони надають юридичні консультації, готують процесуальні документи та представляють інтереси заявників в органах державної влади (зокрема, і судах) й органах місцевого самоврядування. Наразі юридична клініка намагається модернізувати систему обліку звернення та обліку даних, шляхом впровадження електронної реєстрації (Google form) та бази даних звернень до юридичної клініки. Юридична клініка надає значний обсяг правової допомоги (судячи з числа зареєстрованих звернень). Окремого юридичного клінічного курсу (курсу з юридичного інтерв'ювання та консультування) в Університеті наразі немає.
За підсумками рейтингу вишів України, складеного за результатами опитування провідних роботодавців України, Національний університет «Одеська юридична академія» ввійшов до переліку двадцяти найкращих вишів.

### Міжнародна діяльність й іноземні мови

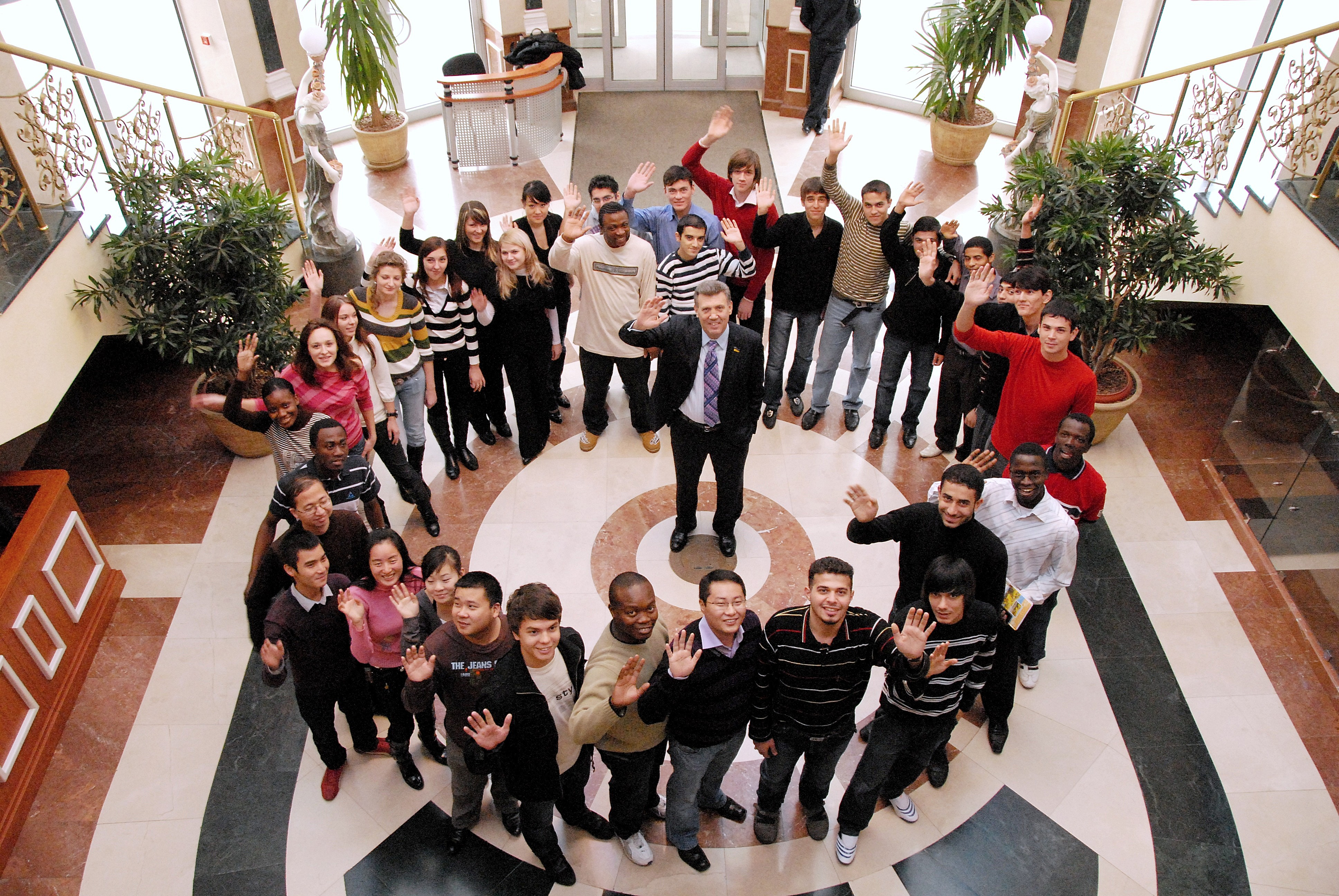
С. В. Ківалов й іноземні студенти

В університеті викладаються факультативні курси лекцій з юридичних дисциплін англійською, німецькою та французькою мовами (заняття переважно відбуваються водночас із заняттями з основного розкладу). Студенти обираються на ці курси на основі перевірки знання мови.
Крім лекцій викладачів НУ «ОЮА», студенти також мають можливість відвідувати лекції запрошених викладачів із зарубіжних країн, таких як Президент Парламентської асамблеї Ради Європи Жан-Клод Міньйон, особистий адвокат Президента США Барака Обами Річард Розенталь, декан юридичного факультету одного з найбільших у світі Анатолійського університету (Туреччина) професор Айдін Уфук, Надзвичайний і Повноважний посол Швейцарії в Україні Гійом Шойрер, директор Інституту Європи Університету Цюріха професор Андреас Келлерхальс, американські адвокати Девід Кук, Ян Сігал, Марк Андерсон і Мері Фонтейн, Джеймс Беттері, Джон Е. Коннор-молодший, Рой Б. Гонас тощо, а також американські професори Джеймс Армстед, Кеван Харріс, Жанін Ведель, Баррі Чернофф і Каті Колчо, координатор спецслужб Німеччини у відставці Бернард Шмідт Бауер, італійський професор Брюс Леймсідор.
Національний університет «Одеська юридична академія» є учасником двох проєктів Транс'європейської програми взаємообмінів між університетами TEMPUS IV. У рамках реалізації проєкту «Розробка магістерської програми з європейського і міжнародного права у Східній Європі — InterEULawEast» (2013—2017 рр.) підготовлено глосарій термінів внутрішнього ринку Європейського Союзу англійською мовою та навчальний посібник «Право Європейського Союзу» англійською мовою.
З 2016 року в університеті впроваджено інноваційну магістерську програму з міжнародного права та права Європейського Союзу, у рамках якої викладання навчальних дисциплін ведеться повністю англійською мовою.
У липні 2018 року було оголошено результати конкурсу 2018 року проєктів Жана Моне Програми Європейського Союзу ЕРАЗМУС+. Проєкт НУ «Одеська юридична академія» «EU as a Global Actor and Agent of Change» («ЄС як глобальний актор і агент змін») (599761-EPP-1-2018-1-UA-EPPJMO-MODULE), а також проєкт професора кафедри журналістики НУ ОЮА Тетяни Маляренко «Building Resilient States and Societies: EU's Response to New Security Challenges in the European Neighbourhood Area» («Створення стійких держав та суспільств: відповідь ЄС на нові виклики безпеці в Європейському регіоні сусідства») (599312-EPP-1-2018-1-UA-EPPJMO-PROJECT) рекомендовано до фінансування Європейським Союзом.
У серпні 2018 року було оголошено результати конкурсу 2018 року за напрямом «Розвиток потенціалу вищої освіти» Програми Європейського Союзу ЕРАЗМУС+. З поданих 109 проєктних заявок за участі України відібрано 6 проєктів, серед яких — проєкт «Modernisation of master programmes for future judges, prosecutors, investigators with respect to European standard on human rights» («Модернізація магістерських програм для майбутніх суддів, прокурорів, слідчих у контексті європейських стандартів прав людини») (598471-EPP-1-2018-1-AT-EPPKA2-CBHE-JP), співвиконавцями якого є НУ «Одеська юридична академія», Національний юридичний університет імені Ярослава Мудрого, Львівський національний університет імені Івана Франка.
Команди студентів й аспірантів університету щороку беруть участь у міжнародних юридичних конкурсах:
- Судове моделювання[en] з медіаправа Price Media Law Moot Court Competition[en], засноване в Оксфордському університеті у 2008 році. Команда НУ «ОЮА» є фіналістом регіонального східноєвропейського раунду (2016) та стала однією з чотирьох команд Північно-Східної Європи, які кваліфіковані на міжнародні турніри в Оксфорді (2017)[97][98].
- Конкурс з міжнародного екологічного права Stetson International Environmental Moot Court Competition у Стетсонському університеті (США). За результатами регіональних змагань команда НУ «ОЮА» обрана представляти Україну та регіон Східної та Центральної Європи у квітні-травні 2017 року в міжнародному раунді[99].
- Судові змагання з міжнародного права імені Бена Телдерса (Telders International Law Moot Court Competition). Команда НУ «ОЮА» була фіналістом національного раунду, а також була визнана найкращою командою-відповідачем усного етапу (2016)[100]. Команда університету була учасником міжнародного раунду дебатів у 2017 році[101], 2012 року посіла 3-тє місце[102], а 2011 року стала переможцем національного відбору та взяла участь у фінальному міжнародному раунді, що відбувся у приміщенні Міжнародного суду ООН у Гаазі (Нідерланди)[103];
- Нюрнберзьке моделювання (Nuremberg Moot Court) з міжнародного кримінального права, яке відбувається у «залі 600» — залі засідань, де проходили нюрнберзькі процеси над очільниками гітлерівської Німеччини. У 2016 році команда університету була одним із двох учасників із України[104], а відгук студентки університету розміщено на офіційному сайті цього Моделювання[105].
- Судові дебати з міжнародного права імені Ф. Джессапа[en] (Philip C. Jessup International Law Moot Court Competition). У 2012 році команда НУ «ОЮА» стала фіналістом національного відбору[106], а у 2014 році[107] посіла 3-є місце та здобула спеціальну відзнаку найкращий письмовий меморандум[108]. Крім того, команда НУ «ОЮА» була півфіналістом у 2005, 2006 та 2015 роках[109].
- Міжнародний конкурс з міжнародного торгового права та міжнародного комерційного арбітражу ICC Lex Mercatoria[en]. У 2015 році команда НУ «ОЮА» посіла перше місце на IV конкурсі, у якому взяло участь 16 команд з Білорусі, РФ, України та Казахстану[110].
- Міжнародний конкурс судових дебатів у Міжнародному кримінальному суді International Criminal Court Moot[en]. 2014 року команда університету була єдиним учасником з України серед 47 команд із 35 держав світу[111] та здобула приз у номінації «Дух змагань»[112]. 2015 року команда університету була одним з двох українських учасників (серед 57 команд із 40 держав світу)[113].
- Національний конкурс з міжнародного арбітражу під егідою Європейської арбітражної палати. 2012 року команда університету посіла друге місце[114], а член команди була відзначена як найкращий спікер конкурсу[115]
- Судові дебати з права Світової організації торгівлі (ELSA Moot Court Competition on WTO Law). У 2003 році команда НУ «ОЮА» була єдиним від України учасником міжнародного раунду[116].

Національний університет «Одеська юридична академія» є членом таких міжнародних організацій та асоціацій:
- з 1998 року Університет — член Асоціації європейських університетів[7]
- з 2002 року є підписантом Великої хартії університетів[6]
- з 2008 року університет є членом Європейської організації публічного права (наразі одним із семи вишів України)[9]. Крім того, на базі НУ «ОЮА» одне з дев'яти у світі регіональних представництв організації[117]. Єдиним від України членом Європейської наукової ради є проректор з міжнародних зв'язків НУ «ОЮА»[118]
- з 2011 року університет є єдиним українським партнером університетської Моделі Міжнародного кримінального суду[119]
- факультет міжнародно-правових відносин НУ «ОЮА» є єдиним серед академічних інституцій світу інституційним членом Центру європейської політики (European Policy Centre)[120], єдиним із України членом Академічної асоціації сучасних європейських студій (The academic association for contemprorary European studies)[121][122], Асоціації юридичних факультетів Європи («European Law Faculties Association»)[123], Академічної асоціації сучасних європейських наук («the Academic Association for Contemporary European Studies»)[124], Інституту європейського права («European Law Institute[en]»)[125].

Університет має нагороди та відзнаки за міжнародну діяльність:
- 2011 року Університет нагороджено срібною медаллю в номінації «Міжнародне співробітництво в галузі освіти і науки» в рамках XX Міжнародної спеціалізованої виставки «Освіта та кар'єра — 2011»[126].
- За рейтингом журналу «Фокус» (2011) програми університету в галузі міжнародного співробітництва визнано найкращими серед українських вишів, які здійснюють підготовку правознавців. Критеріями відбору були можливість проходження практики або стажування в зарубіжному виші й отримання диплому цього університету. Було відзначено, що Одеська юридична академія працює у партнерстві з Університетом Перуджі (Італія). Протягом двох семестрів студентам викладають курси з різних сфер права й економіки Італії й України, а по їх завершенні видається відповідний сертифікат. Передбачена практика в іноземному виші[127][128]. Також міжнародна програма ОЮА відзначена за рейтингом журналу «Фокус» 2013 року[129].
- 2012 року Університет нагороджено в номінації «Лідери міжнародної діяльності» в рамках III Міжнародної виставки «Сучасні навчальні заклади — 2012»[130].

За даними університету, майже 50 закладів вищої освіти за кордоном є партнерами НУ «ОЮА». Випускниця НУ «ОЮА» Христина Кликова стала запрошеним викладачем

### Наукова діяльність

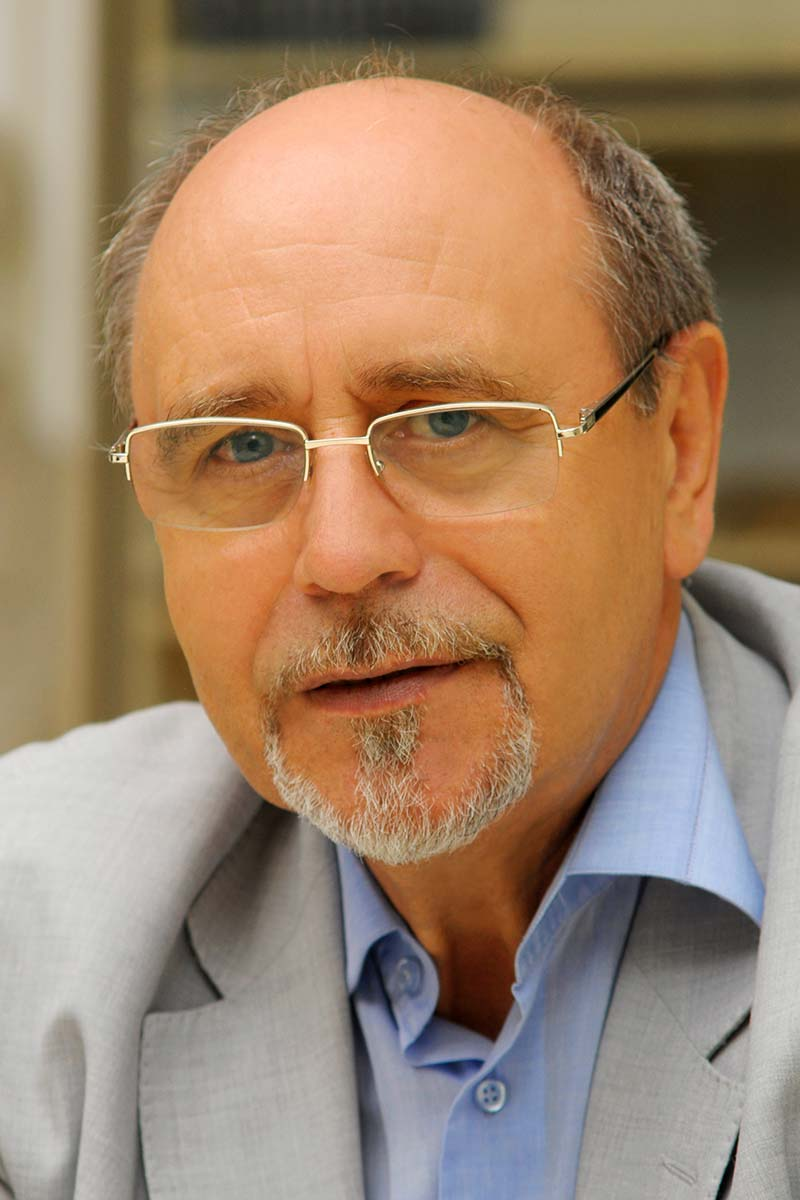
Завідувач кафедри загальнотеоретичної юриспруденції Юрій Оборотов

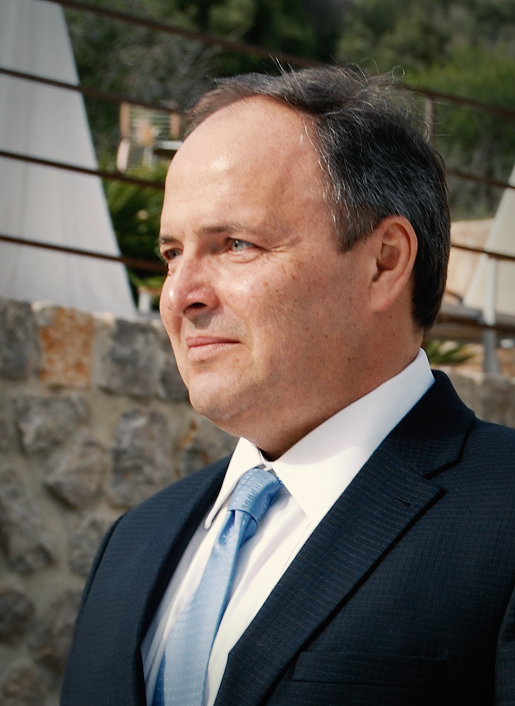
Проректор з міжнародних зв'язків Вячеслав Туляков

Серед наукових досягнень найвідоміших вчених університету слід відзначити такі:
- Є. В. Додін розробив теорії доказів і доказування в адміністративному процесі та брав участь у створенні нових напрямків адміністративної деліктології, митного та морського права[133]
- Ю. М. Оборотов відомий нестандартним підходом до традиційних проблем загальної теорії права, обґрунтуванням використання терміна «загальнотеоретична юриспруденція» замість «теорія держави і права», доведенням її креативності, пошуками ідей толерантності у праві, ментальних особливостей правової системи України тощо[134][135]
- М. П. Орзіх був автором наукових праць 1960-х-80-х років про людський вимір права, які супроводжували демократичний рух шістдесятників у нашій державі; став співфундатором людиноцентричної переорієнтації вітчизняної теорії права[136]; був співавтором введення до вітчизняного категорійного апарату термінів «конституціоналізм», «соціальне замовлення», «територіальний колектив» тощо[137]; був автором-виконавцем й експертом щодо проєктів Конституції СРСР 1977 p., Конституції УРСР 1978 p., Конституції України[138][139][140]
- В. О. Туляков написав першу у країнах-підписантах Договору про утворення СНД монографію, присвячену загальнотеоретичним засадам кримінальної віктимології[141], брав участь у підготовці проєктів законів України «Про відмивання коштів, здобутих злочинним шляхом», «Про охорону прав потерпілих від злочинів», «Про внесення змін до Кримінального та Кримінально-процесуального кодексів України», а також у проведенні наукових експертиз стосовно пакету проєктів законів України[142]; є суддею ad hoc Європейського суду з прав людини[143]
- Є. О. Харитонов започаткував наукову школу дослідження проблем рецепції римського приватного права у цивільне право України, є ініціатором створення Центру вивчення римського права і похідних правових систем, читав лекції у Міжнародній школі римського права у Варшаві[144]; його монографію «Приватне право Європи: західна традиція» було передано Папі Івану Павлу II, за що було отримано Благословіння та подяку[145]. Також вчений брав участь у підготовці проєктів Житлового кодексу України, Цивільного кодексу України, у проведенні наукової експертизи проєкту закону України про нотаріат[146]
- О. Ю. Нетудихатка є автором 10 державних санітарних правил і норм і понад 30 винаходів, посвідчених авторськими свідоцтвами та патентами — зокрема, пристрою для визначення пильності оператора (2012), способу ідентифікації часу нанесення рани (2011), способу визначення віку дитини (2011), способу експертизи віку людини (2010), способу визначення фізичної активності (2010), способу визначення віку трупа (2008) тощо[147]

Науковці університету беруть участь у виданні енциклопедичних видань. Так, у виданні тому 2 Великої української юридичної енциклопедії взяли участь Ю. М. Оборотов (член редакційної колегії 2-го тому, автор 3-х і співавтор 4-х статей), Н. М. Крестовська (авторка 8 статей), К. В. Горобець (автор 7-и та співавтор 3-х статей), а також О. С. Мельничук, М. Дамірлі, І. С. Кривцова, Ю. В. Хижняк, О. М. Палій.
Монографії та підручники науковців НУ «ОЮА» неодноразово визнавалися найкращими:
- у номінації «наукові досягнення в галузі освіти» В. В. Долежан, С. В. Ківалов, М. В. Косюта, Ю. Є. Полянський стали лауреатами Державної премії України в галузі освіти за цикл робіт «Комплекс наукових досліджень проблем судово-правової реформи в Україні у 2001—2011 роках та їх використання у фаховій підготовці юристів»[149].
- на всіх шести Всеукраїнських конкурсах на краще юридичне видання монографії, підручники та навчальні посібники науковців НУ «ОЮА» здобували призи[150][151][152][153][154]

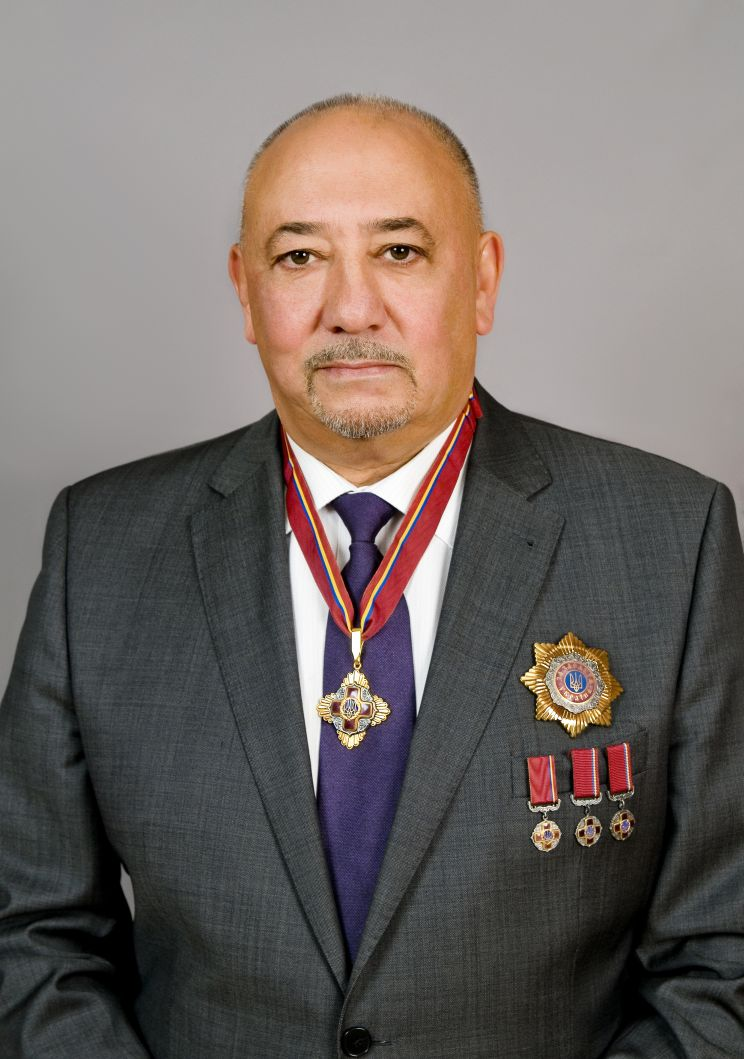
Завідувач кафедри кримінального права, вчений секретар Південного регіонального центру НАПрНУ Євген Стрельцов

З метою сприяння подальшому комплексному розвитку правової науки, підвищення ефективності наукових досліджень у галузі права, координації діяльності наукових установ і закладів вищої освіти юридичного профілю у розробленні наукових проблем, які мають важливе значення для розвитку Південного регіону України, Указом Президента України № 635/2010 від 21 травня 2010 року на базі Національного університету «Одеська юридична академія» було створено Південний регіональний центр Національної академії правових наук України (ПРЦ НАПрН України).
Діяльність ПРЦ поширюється на Південний регіон, до складу якого зараз входять Кіровоградська, Миколаївська, Одеська та Херсонська області. ПРЦ є єдиним центром у складі Національної академії правових наук України, який має затверджену наукову тему (з 2013 року ПРЦ розробляє наукову тему № 86/16 «Актуальні напрямки розвитку юридичної науки для подальшого розвитку регіонів України», затверджену Президією НАПрН України 18 жовтня 2013 року). Також ПРЦ є єдиним центром у складі НАПрН України, який має фаховий науковий журнал, а саме «Вісник Південного регіонального центру Національної академії правових наук України».
Наукова діяльність у Національному університеті «Одеська юридична академія» провадиться, передусім, академіками, членами-кореспондентами академій наук і докторами та кандидатами наук. Так, академіком Національної академії правових наук України, академіком Національної академії педагогічних наук України є С. В. Ківалов. Також він є членом Науково-консультативної ради при Вищому адміністративному суді України.
Членами-кореспондентами НАПрНУ є такі науковці НУ «ОЮА», доктори юридичних наук, професори, як: Ю. П. Аленін, В. М. Дрьомін, А. Ф. Крижановський, Ю. М. Оборотов, О. П. Подцерковний, Є. Л. Стрельцов, В. В. Тіщенко, В. О. Туляков, Є. О. Харитонов, О. І. Харитонов, Г. І. Чанишева.
Академіками та членами-кореспондентами інших академій наук є такі науковці НУ «ОЮА», як: член-кореспондент Міжнародної академії порівняльного правознавства Х. Бехруз, член-кореспондент Академії наук вищої освіти України, академік Міжнародної академії інформатизації М. Д. Василенко, член-кореспондент Міжнародної академії порівняльного правознавства М. Дамірлі, академік Аерокосмічної академії України, заслужений винахідник України О. Ю. Нетудихатка, завідувач кафедри конституційного права (до 2011 р.), дійсний член (академік) Академії правових наук України та її першої Президії й академік-секретар фахового відділення, академік Української академії політичних наук, Української академії наук національного прогресу, академік–співзасновник Української муніципальної академії М. П. Орзіх, директор Інституту інтелектуальної власності НУ «ОЮА» (до 2015), член-кореспондент Національної академії педагогічних наук України В. Д. Пархоменко, декан факультету заочного навчання № 2, член-кореспондент Академії наук вищої освіти України Б. А. Пережняк, академік Академії наук вищої школи України Т. В. Розова.
Завідувач кафедри кримінального права НУ «ОЮА» Є. Л. Стрельцов є віце-президентом Кримінологічної асоціації України.

#### Співпраця з органами влади
Доктори юридичних наук, професори О. П. Подцерковний, О. І. Харитонова, Н. Ю. Голубєва, Р. М. Мінченко, Є. О. Харитонов є членами Науково-консультативної ради при Верховному Суді України. Доктори юридичних наук, професори С. В. Ківалов, Г. І. Чанишева, В. В. Долежан є членами Науково-консультативної ради Вищого спеціалізованого суду України з розгляду цивільних і кримінальних справ. Доктори юридичних наук, професори Л. Р. Біла-Тіунова, І. І. Каракаш, О. П. Подцерковний, Є. О. Харитонов, О. І. Харитонова є членами Науково-консультативної ради Вищого господарського суду України.
Науковці НУ «ОЮА» беруть участь у доктринальному забезпеченні нормотворчої та правозастосовної діяльності. Зокрема, щороку готується низка законопроєктів і пропозицій щодо їх вдосконалення та понад 100 наукових висновків на запити Верховної Ради України, Конституційного Суду України, Верховного Суду України, Вищого спеціалізованого суду України з розгляду цивільних і кримінальних справ, Вищого господарського суду України, Генеральної прокуратури України, Міністерства юстиції України, Одеської міської ради, Одеського апеляційного господарського суду, Державної служби інтелектуальної власності України, Державної пенітенціарної служби України, Міністерства закордонних справ України, Служби безпеки України тощо.
Крім того, вчені НУ «ОЮА» запрошуються для участі у робочих групах і комісіях із розробки проєктів нормативних актів. Так, доктори юридичних наук, професори А. Р. Крусян та О. П. Подцерковний є членами Конституційної комісії (з 2015 р.), М. В. Афанасьєва, С. В. Ківалов та А. Р. Крусян були членами Конституційної Асамблеї (2012—2014). Членами Комісії зі зміцнення демократії та утвердження верховенства права (2010—2015) були О. К. Вишняков, В. В. Долежан, С. В. Ківалов. Членами Робочої групи з питань судової реформи (2010—2014) були В. В. Долежан, В. В. Завальнюк, С. В. Ківалов. Доценти кафедри міжнародного права та міжнародних відносин НУ «ОЮА» Т. Р. Короткий та Н. В. Хендель є членами Міжвідомчої комісії з імплементації в Україні міжнародного гуманітарного права.

#### Підготовка наукових кадрів
Основними формами підготовки наукових кадрів є аспірантура та докторантура. Аспірантура університету має ліцензію на проведення освітньої діяльності зі спеціальностей: 081 — право; 082 — міжнародне право; 052 — політологія; 033 — філософія. Спеціальність «право» має чотири спеціалізації: «Фундаментальна юриспруденція», «Публічне право», «Приватне право та підприємництво» та «Кримінальна юстиція».

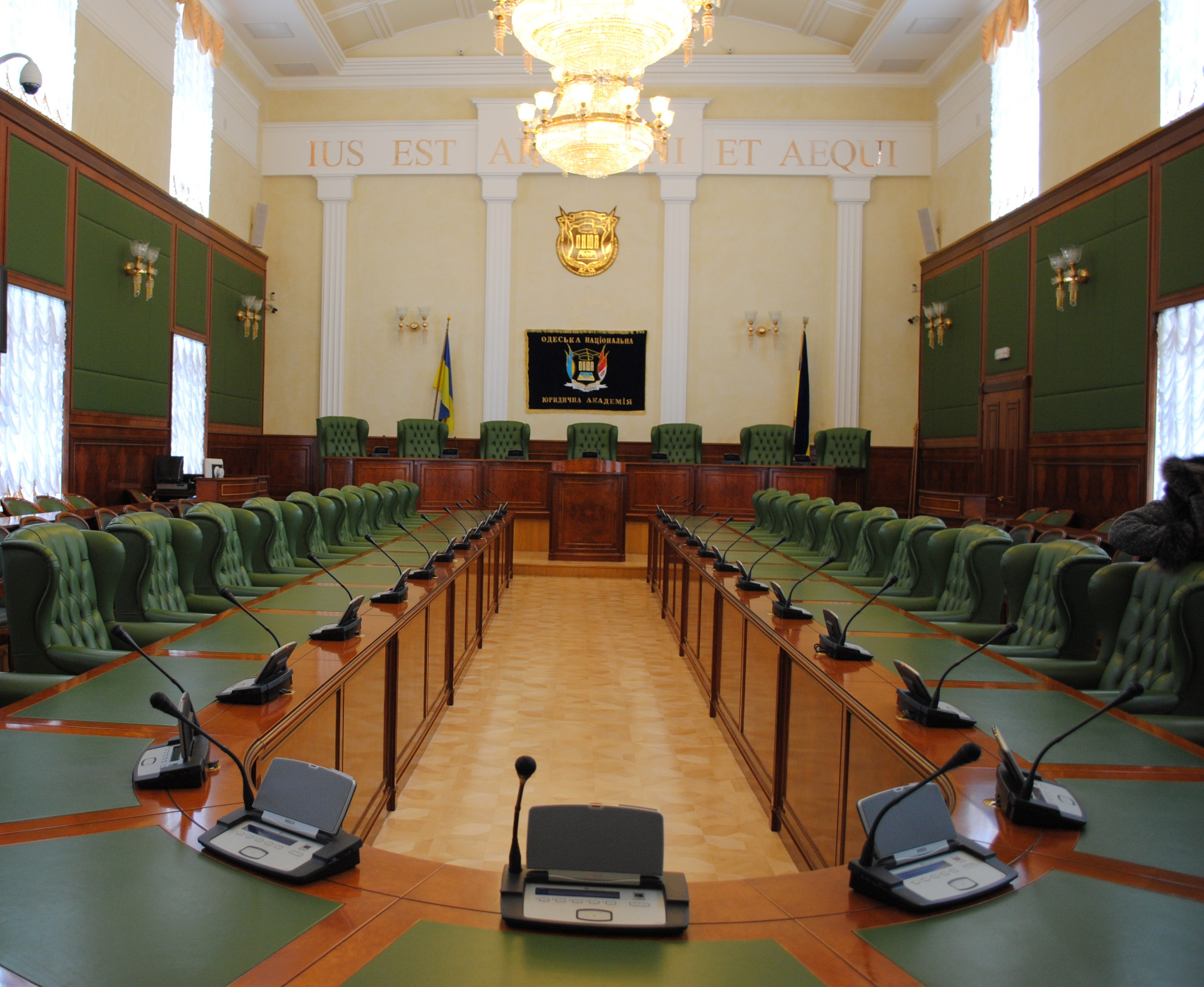
Зала засідань вченої ради

В університеті діють чотири спеціалізовані вчені ради із захисту дисертацій на здобуття наукового ступеня доктора (кандидата) юридичних наук за всіма юридичними спеціальностями:
- спеціалізована вчена рада Д41.086.01 — зі спеціальностей: 12.00.01 — теорія та історія держави і права, історія політичних та правових учень; 12.00.02 — конституційне право, муніципальне право; 12.00.07 — адміністративне право і процес, фінансове право, інформаційне право; 12.00.10 — судоустрій, прокуратура та адвокатура[181].
- спеціалізована вчена рада Д41.086.03 — зі спеціальностей: 12.00.03 — цивільне право і цивільний процес, сімейне право, міжнародне приватне право; 12.00.05 — трудове право, право соціального забезпечення; 12.00.08 — кримінальне право та кримінологія, кримінально-виконавче право; 12.00.09 — кримінальний процес та криміналістика, судова експертиза[181].
- спеціалізована вчена рада Д41.086.04 — зі спеціальностей: 12.00.04 — господарське право, господарсько-процесуальне право; 12.00.11 — міжнародне право; 12.00.12 — філософія права.
- спеціалізована вчена рада СРД 41.086.05 — із обмеженим доступом зі спеціальностей: 12.00.07 — адміністративне право та процес, фінансове право, інформаційне право; 12.00.09 — кримінальний процес та криміналістика, судова експертиза, оперативно-розшукова діяльність.

У спеціалізованих вчених радах НУ «ОЮА» захищали дисертацію такі відомі державники, як Президент України П. О. Порошенко, народний депутат України V, VI, VII та VIII скликань, представник Президента України у Верховній Раді України Р. П. Князевич, Генеральний прокурор України (2005—2007, 2007—2010) О. І. Медведько, суддя Конституційного Суду України В. В. Кривенко, народний депутат України III, IV, VI та VIII скликань В. Й. Развадовський, народний депутат Верховної Ради України VIII скликання, міський голова Дніпра Б. А. Філатов, народний депутат України V та VI скликань, голова Вищого спеціалізованого суду України з розгляду цивільних і кримінальних справ (2010—2012), суддя Верховного Суду України Л. І. Фесенко, секретар Пленуму та член президії Верховного Суду України Ю. Л. Сенін, перший заступник Голови Союзу юристів України, суддя Вищого спеціалізованого суду України з розгляду цивільних і кримінальних справ В. М. Колесниченко.
Університет видає найбільшу кількість фахових наукових видань з юридичних наук, які входять до переліку, затвердженого МОН України: «Актуальні проблеми держави і права», «Актуальні проблеми політики», «Юридичний вісник», "Наукові праці Національного університету «Одеська юридична академія», «Lex Portus», «Часопис цивілістики», «Прикарпатський юридичний вісник», "Вісник Чернівецького факультету Національного університету «Одеська юридична академія». Наукове видання «Юридичний вісник» індексується базою Index Copernicus.
У Національному університеті «Одеська юридична академія» діє студентське наукове товариство, яке займається організацією наукових заходів: міжнародних, всеукраїнських та локальних конференцій, брейн-рингів, олімпіад, круглих столів тощо.
Одним із найвідоміших є академічний і всеукраїнський брейн-ринги «Знавці Конституції». Учасникам ставляться запитання про зміст Конституції України, історію розробки й ухвалення її положень і внесення змін. Завдання вимагають не лише відмінного знання Конституції Україні, а й застосування логіки та творчого підходу.
Студенти НУ «ОЮА» щороку ставали переможцями Всеукраїнського конкурсу студентських наукових робіт, Всеукраїнських студентських олімпіад тощо.
| Кількість переможців                                                                              | 2010 | 2011 | 2012 | 2013 | 2014 | 2015 | 2016 | 2017 | 2018 |
| ------------------------------------------------------------------------------------------------- | ---- | ---- | ---- | ---- | ---- | ---- | ---- | ---- | ---- |
| Всеукраїнського конкурсу студентських наукових робіт                                              | 6    | 2    | 10   | 8    | 8    | 7    | 9    | 9    | 21   |
| Всеукраїнських студентських олімпіад                                                              | 3    | 1    | 2    |      | 2    | 1    |      | 4    | 2    |
| Міжнародного мовно-літературного конкурсу учнівської та студентської молоді імені Тараса Шевченка |      |      | 3    |      | 1    | 2    |      |      |      |

### Підрозділи в інших містах
До складу університету входять 4 інститути, що розташовані в Івано-Франківську, Києві, Миколаєві та Чернівцях, 2 факультети, що розташовані у Кривому Розі та Черкасах, а також 5 юридичних коледжів: в Івано-Франківську, Києві, Миколаєві, Чернівцях і Кривому Розі.
У Миколаївському інституті права наявні три кафедри: кафедра гуманітарних дисциплін (завідувач кафедри к.ю.н., доцент Н.В. Сугацька), кафедра кримінального права та інших кримінально-правових дисциплін (завідувач д.ю.н. О. В. Козаченко), кафедра загальнотеоретичної, конституційної та цивілістичної юриспруденції. Директором інституту є Б.В. Фасій (к.ю.н., доцент).
Івано-Франківський юридичний інститут має п'ять кафедр: кафедру кримінального процесу та криміналістики; кафедру кримінального права та кримінології; кафедру цивільного та господарського права і процесу; кафедру міжнародного, конституційного та адміністративного права; кафедру загальноправових та гуманітарних дисциплін. Директором інституту є Р. М. Савчук. Попереднього директора інституту В. Д. Басая затримали під час обшуку службового кабінету за фактом отримання 7500 гривень та 300 доларів від двох студентів за допуск до складання зимової сесії, як повідомляв головний військовий прокурор України Анатолій Матіос. Потім слідчі змінили підозру у хабарництві на звинувачення у шахрайстві, оскільки на час отримання хабара колишній директор юридичного інституту вже був звільнений зі своєї посади, хоча у військовій прокуратурі цю інформацію спростовували. Суд визнав його винним у шахрайстві, але звільнив від кримінальної відповідальності у зв'язку зі зміною обставин. В інституті видається наукове видання «Прикарпатський юридичний вісник», включене до Переліку фахових видань.
Київський інститут інтелектуальної власності та права має чотири кафедри: кафедру соціально-гуманітарних і правових дисциплін; кафедру інтелектуальної власності і права (завідувач д.т.н. П. М. Цибульов); кафедру інформаційно-аналітичної і інноваційної діяльності (завідувач д.т.н. В. М. Тупкало); кафедру загальнотеоретичної юриспруденції, конституційного та адміністративного права (завідувач д.ю.н. А. Р. Крусян). Директором інституту є В. І. Фелик — доктор юридичних наук, доцент, генерал-майор міліції.
У структурі Чернівецького юридичного інституту Національного університету «Одеська юридична академія» функціонують чотири кафедри: конституційного, адміністративного та фінансового права (завідувач д.ю.н. Т. А. Латковська); теорії та історії держави і права; кримінальної юстиції; цивільно-правових дисциплін (завідувач д.ю.н. В. Д. Сидор). Директором інституту є Б. П. Сірко — кандидат юридичних наук, відмінник освіти України. В інституті видається наукове видання «Вісник Чернівецького факультету Національного університету „Одеська юридична академія“», включене до Переліку фахових видань.
У структурі Криворізького факультету функціонують кафедри: кримінально-правових дисциплін; конституційного, міжнародного та приватного права (завідувач д.ю.н. В. Г. Олюха); соціально-політичних та економічних дисциплін. Деканом факультету є В. Р. Кравець — кандидат юридичних наук, доцент, Заслужений юрист України, Почесний працівник органів прокуратури України, прокурор м. Кривого Рогу (1987—2005), Почесний громадянин м. Кривого Рогу.
На Черкаському факультеті діють кафедри: загально-правових дисциплін; галузевих юридичних дисциплін; суспільних наук. Деканом факультету є д.філос.н., проф. В. С. Богданов.

## Підрозділи неюридичного спрямування

### Факультет психології, політології та соціології
Факультет психології, політології та соціології здійснює підготовку бакалаврів, магістрів, аспірантів і докторантів за спеціальностями «психологія» (з 2017 року), «політологія» та «соціологія». Факультет правової політології та соціології було створено у липні 2010 року, а у вересні 2016 року реорганізовано у факультет психології, політології та соціології. Студенти факультету проходять практику у Верховній Раді України, інших органах державної влади, органах місцевого самоврядування. Випускники факультету можуть працювати в органах державної влади, місцевого самоврядування, політичних партіях і громадських організаціях, політологічних і соціологічних центрах та лабораторіях, засобах масової інформації. Деканом є доктор політичних наук, професор Яковлев Денис Вікторович. Головою державної екзаменаційної комісії є завідувач кафедри Київського національного університету ім. Шевченка, доктор політичних наук, професор Цвих Володимир Федорович. Також факультет співпрацює із Соціологічною асоціацією Українита Міжнародною асоціацією студентів політичної науки (МАСПН). На базі факультету створене представництво МАСПН, студенти факультету входять до складу керівництва МАСПН-Україна, а декан факультету є членом громадської ради МАСПН-Україна. Членами Соціологічної асоціації України є одразу дванадцять студентів і викладачів факультету. Студенти факультету відвідують із навчально-науковою метою міжнародні та зарубіжні органи — наприклад, Венеційську комісію.
На факультеті наявні три кафедри:
- кафедра політичних теорій. Завідувачем кафедри є доктор політичних наук, професор Кормич Людмила Іванівна. Також на кафедрі працюють декан магістратури державної служби, доктор політичних наук, професор Вітман Костянтин Миколайович, директор Одеського обласного відділення Фонду соціального захисту інвалідів Кольцов Віталій Михайлович;
- кафедра соціології та психології. Завідувачем кафедри є доктор психологічних наук, професор Лефтеров Василь Олександрович. Також на кафедрі працює доктор політичних наук, професор Яковлев Денис Вікторович;
- кафедра філософії. Завідувачем кафедри є доктор філософських наук, професор Івакін Олексій Аркадійович. Також на кафедрі працює доктор юридичних наук, професор Розова Тамара Вікторівна.

Лабораторія соціологічних та політичних досліджень, яка проводить опитування й аналіз громадської думки та надає можливість працевлаштування, діє на факультеті з квітня 2011 року. Також практичний досвід студенти здобувають шляхом окремих соціологічних заходів, наприклад, встановлення 2016 року Національного рекорду України (найбільше соціологічне опитування в Україні).
На факультеті щорічно проводиться Південноукраїнський конвент Міжнародної асоціації студентів політичної науки, який відвідують представники низки закладів вищої освіти України та Східної Європи. Також на базі факультету психології, політології та соціології видаються наукові періодичні журнали «Актуальні проблеми філософії та соціології» (визнано фаховим науковим виданням, індексується базою Index Copernicus), «S.P.A.C.E./Society, Politics, Administration in Central Europe» (визнано фаховим науковим виданням) й «Актуальні проблеми політики» (визнано фаховим науковим виданням.

### Факультет журналістики
Факультет журналістики було створено 2013 року. Факультет здійснює підготовку за освітніми програмами «Журналістика» та «Реклама і зв'язки з громадськістю». Бакалаврська програма факультету журналістики Національного університету «Одеська юридична академія» увійшла до шістки найкращих серед факультетів журналістики в Україні за даними ГО «Детектор медіа» наприкінці 2016 року, одержавши максимальну оцінку за якість навчальної програми та викладацький склад, добру оцінку ресурсів, технічної оснащеності та можливостей для професійного розвитку під час навчання та взаємодію з медіаіндустрією. Також визнання одержав і творчий конкурс, який відбувається при вступі на факультет журналістики — наприклад, головний редактор Видавничого дому «ОГО», викладач кафедри журналістики Острозької академії, керівник Школи універсального журналіста Віталій Голубєв сприймає «неначе ковток свіжого повітря … перелік прикладів запитань, які можуть поставити абітурієнтам факультету журналістики в Одеській юридичній академії», називаючи їх «хорошим прикладом саме професійно зорієнтованих запитань»
На факультеті наявні три кафедри:
- кафедра журналістики. Завідувачем кафедри є кандидат педагогічних наук, доцент Барабанова Наталія Ростиславівна. Також на кафедрі працюють доктор наук із соціальних комунікацій, професор Кузнєцова Тетяна Василівна, доктор наук з державного управління, професор Маляренко Тетяна Анатоліївна;
- кафедра прикладної лінгвістики. Завідувачем кафедри є доктор філологічних наук, доцент Мамич Мирослава Володимирівна;
- кафедра інформаційних технологій. Завідувачем кафедри є кандидат педагогічних наук, доцент Логінова Наталія Іванівна.

### Інші структурні підрозділи, що надають вищу освіту
Інститут інтелектуальної власності та права здійснює підготовку студентів та підвищення кваліфікації на базі раніше отриманої вищої освіти за іншими спеціальностями з присвоєнням освітньо-кваліфікаційного рівня «магістр» за спеціальностями «інтелектуальна власність», «консолідована інформація», «менеджмент інноваційної діяльності».
Серед 72 науково-педагогічних працівників працює 14 докторів наук та 44 кандидати наук. Серед штатних докторів наук професор Цибульов П. М. є лауреатом Державної премії України в галузі науки і техніки, а професор Тимченко С. М. є Заслуженим працівником освіти України.
Основними замовниками підготовки фахівців з питань інтелектуальної власності є: державна система правової охорони інтелектуальної власності; органи судової гілки влади; патентно-юридичні фірми й агентства; міністерства та інші центральні органи виконавчої влади; підприємства різних організаційно-правових форм господарювання та форм власності; заклади вищої освіти; науково-дослідні інститути; фізичні особи, які виявили бажання розвинути власні ресурси у сфері інтелектуальної власності.
Навчальним планом спеціальності «Інтелектуальна власність» передбачена практична підготовка (переддипломна практика) в обсязі 270 годин (9 кредитів). Для проведення практики Університетом укладені договори з Українським інститутом інтелектуальної власності, Українським агентством з авторських і суміжних прав, Державною науково-технічною бібліотекою України, Українським інститутом науково-технічної експертизи та інформації, Науково-дослідним інститутом інтелектуальної власності НАНрН України, Центром дослідження інтелектуальної власності та трансфером технологій НАН України.
Магістратура державної служби, створена 1996 року, готує осіб, які здобули поглиблені спеціальні знання інноваційного характеру, мають певний досвід їх застосування та продукування нових знань для вирішення проблемних професійних завдань у певній галузі, для зайняття найвищих посад в органах державної влади. Національний університет «Одеська юридична академія» має генеральну угоду з Національним агентством України з питань державної служби, за якою проводиться підготовка магістрів спеціальності «Публічне управління та адміністрування» за спеціалізацією «Правове забезпечення публічної служби та адміністрування» денної і заочної форм навчання та за спеціалізацією «Економічна безпека» денної форми навчання.

### Професійно-технічна освіта
В університеті діють відокремлені структурні підрозділи «Міжрегіональний центр професійної перепідготовки військовослужбовців, звільнених в запас, НУ „ОЮА“ у м. Києві», «Об'єднане вище професійно-технічне училище сфери послуг НУ „ОЮА“», «Училище № 3 НУ „ОЮА“», "Професійно-технічне училище № 4 Миколаївського інституту права НУ «ОЮА».

## Матеріально-технічне забезпечення

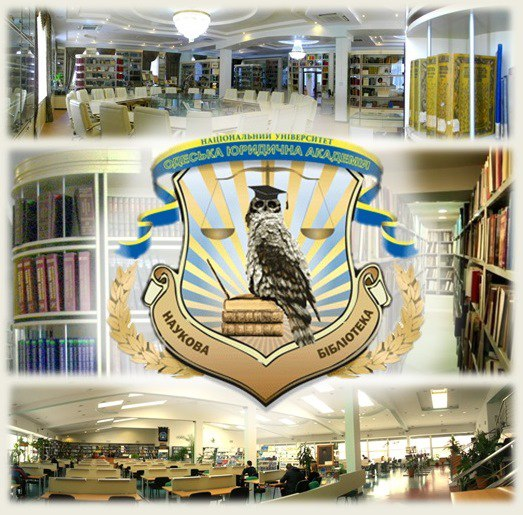
Герб наукової бібліотеки НУ «ОЮА»

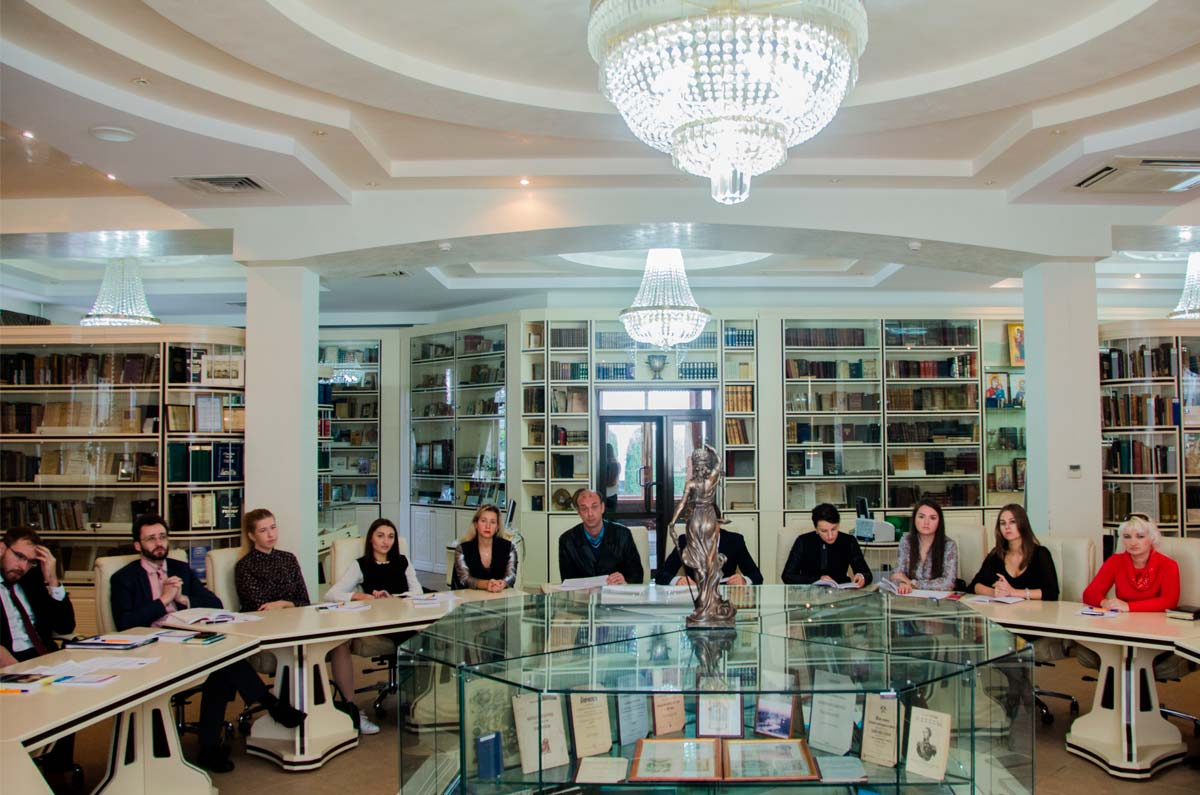
Учасники Міжнародного круглого столу «Розвиток системи приватного права України та Польщі» у Музеї рідкісних видань

Кампус університету у м. Одесі — це комплекс споруд, розташований по вул. Академічна, 2, 5, 6-а, 7, 7-а, 7-б, 7-и, 7-л, 8, 9, 10-а, 11-а, 11-в, 11-г, 30, 30-а, 30-б, 30-в, 30-г, 30-е, 30-є, 30-з, 30-и, 30-к, 30-л, 30-н, 30-о, 30-п, 30-р, 30-с, 30-ц, 30-ч, 30-ш, 30-щ; вул. Фонтанська дорога, 23, 27, 29, 31, 33, 71; вул. Кленова, 4, 6, 8, 11, 13; вул. Савельєва, 2; пров. Тополиний, 8, 8-а, 10; вул. Мечникова, 76, 76-а; вул. Старопортофранківська, 93; вул. Кіри Муратової, 24; вул. Успенська, 28-30; вул. Рішельєвська, 28; вул. Євгена Танцюри, 18; вул. Самофалова, 2/2; пров. Каркашадзе, 1-а, 25; вул. Мельницька, 24-а; набережна 8 ст. В. Фонтану.
В оперативному управлінні Київського інституту інтелектуальної власності та права наявні, зокрема, соціальна інфраструктура та матеріально-технічна база за адресою: м. Київ, Харківське шосе, 210, а саме: цілісний майновий комплекс з площею земельної ділянки 5,7 га, на якій розташовані навчальний корпус (6 поверхів) й адміністративний корпус (2 поверхи) загальною площею 9889.2 м², у тому числі навчальні приміщення 2407,4 м², навчальний корпус з майстернями загальною площею 2876.3 м², у тому числі аудиторний фонд 749.6 м² та бібліотека на 28 посадкових місць площею 69,5 м², дві секції дев'ятиповерховою гуртожитку площею 9020.6 м², у тому числі спортивна зала площею 127.6 м² й аудиторія для курсового проєктування площею 137.8 м², теплопункт 178.1 м², а також стадіон площею 18339 м². Забезпечення приміщеннями навчальною призначення становить 3422.2 м² площ загальною аудиторного фонду, у тому числі: 3047.0 м² приміщення для занять студентів; 247.8 м² комп'ютерних лабораторій; 127,6 м² спортивної зали.
Для здійснення навчально-виховного процесу Університет має на своєму балансі навчально-адміністративні приміщення загальною площею понад 153000 м², 16 гуртожитків та 3 стадіони. Аудиторний фонд університету становлять близько 200 сучасних аудиторій на 7600 посадкових місць і більше 20 спеціалізованих комп'ютерних класів на 475 робочих місць.
Гуртожитки забезпечують комфортне проживання близько 3200 студентів та аспірантів з інших міст. У наявних при університеті 5 кафе водночас мають можливість харчуватися понад 1600 студентів, аспірантів і співробітників Університету.

По вул. Піонерській, 2 — розташований головний десятиповерховий навчальний корпус площею 11786 м², в якому розташовані: аудиторії та офіси навчальних підрозділів, лабораторії, їдальня на 220 п. м, спецаудиторії для імітації судових засідань, комп'ютерні класи, бібліотека з читальним залом понад 400 посадкових місць, музей рідкісних видань, музей вогнепальної та холодної зброї, актова зала на 600 п. м, спортивні зали. Поряд розташований багатофункціональний спортивний комплекс просто неба.
Наявний 25-метровий бойовий тир і 20-метровий пневматичний тир, у яких можна навчитися стріляти з бойової зброї. Також є полігон огляду місця події, спеціально обладнана комп'ютерною технікою аудиторія «автоматизоване робоче місце слідчого», музей криміналістики, музей судово-медичної експертизи.
У стінах університету створено Центр тестування на поліграфі, в якому сертифіковані поліграфологи навчають майбутніх слідчих особливостям роботи з «Детектором брехні». Є зала судових засідань, в приміщенні якого проходять імпровізовані судові засідання, і студенти вивчають тонкощі процесуального законодавства в умовах, максимально наближених до реального судового процесу.
Навчальні корпуси оснащені необхідним обладнанням і доступом до мережі Інтернет. Лекційні аудиторії обладнані кінопроєкторами і мультимедійними дошками, що дозволяє показувати студентам на заняттях презентації та демонструвати навчальні фільми.
Лабораторією інформаційних технологій НУ «ОЮА» було розроблено перший в Україні мобільний додаток, що дозволяє оперативно подивитися розклад занять і зорієнтуватися в навчальному кампусі.
У незалежному висновку USAID відзначається, що «використання технологій навчання та їх доступність в декількох класах Університету приємно вражає. … Усе є для того, щоб створити надзвичайно інноваційне, ефективне навчання під час кожного заняття».
Також відзначається, що «НУОЮА має відмінну бібліотеку. У ній хороший простір для навчання, в ньому є як тихі зони, так й інтерактивні. Біля деяких приміщень Університету, коли дозволяє погода, були хороші відкрити простори для навчання у міських умовах. Всі співробітники … дуже прихильні до студентів, особливо співробітники бібліотеки». Про те, що «з нових бібліотечних будівель Одеси найкращою можна визнати побудовану у НУ „Одеська юридична академія“», зазначає директор Одеської національної наукової бібліотеки.
Станом на 2017 рік університет мав вебсайт, зміст якого регулярно оновлювався. На ньому було розміщено інформацію та новини про поточні події в житті університету, а також про різноманітні навчальні та наукові події для викладачів і для студентів; програми (обміну, стажувань тощо) й інші можливості. Документи університету опубліковані на його сайті та згруповані у три блоки: освітня, наукова й адміністративна діяльність, але в межах блоку документи було розміщено хаотично, деякі з них не відкривалися. На сайті університету не було навчальних планів та інформації, пов'язаної з ними; сторінки сайту з документами не мали параметрів фільтрів пошуку (наприклад, за результатами пошуку не знаходився «Статут університету»). 2015 року центр CEDOS назвав офіційний сайт університету найзакритішим серед 96 вишів України за рівнем оприлюднення інформації (9,9 підсумкового балу), хоча вже у 2016 році такий аналіз покращив бал університету (до 32,2 балу), а низьке місце зумовлене відсутністю на той момент на сайті стратегічного плану розвитку й інформації про можливості працевлаштування. За інформацією, наданою університетом, розроблено повністю новий вебсайт та велися роботи щодо його запуску.
Діє Центр організації освітньої підготовки та інформаційно-аналітичної роботи (директор О. П. Ващук).

## Почесні доктори

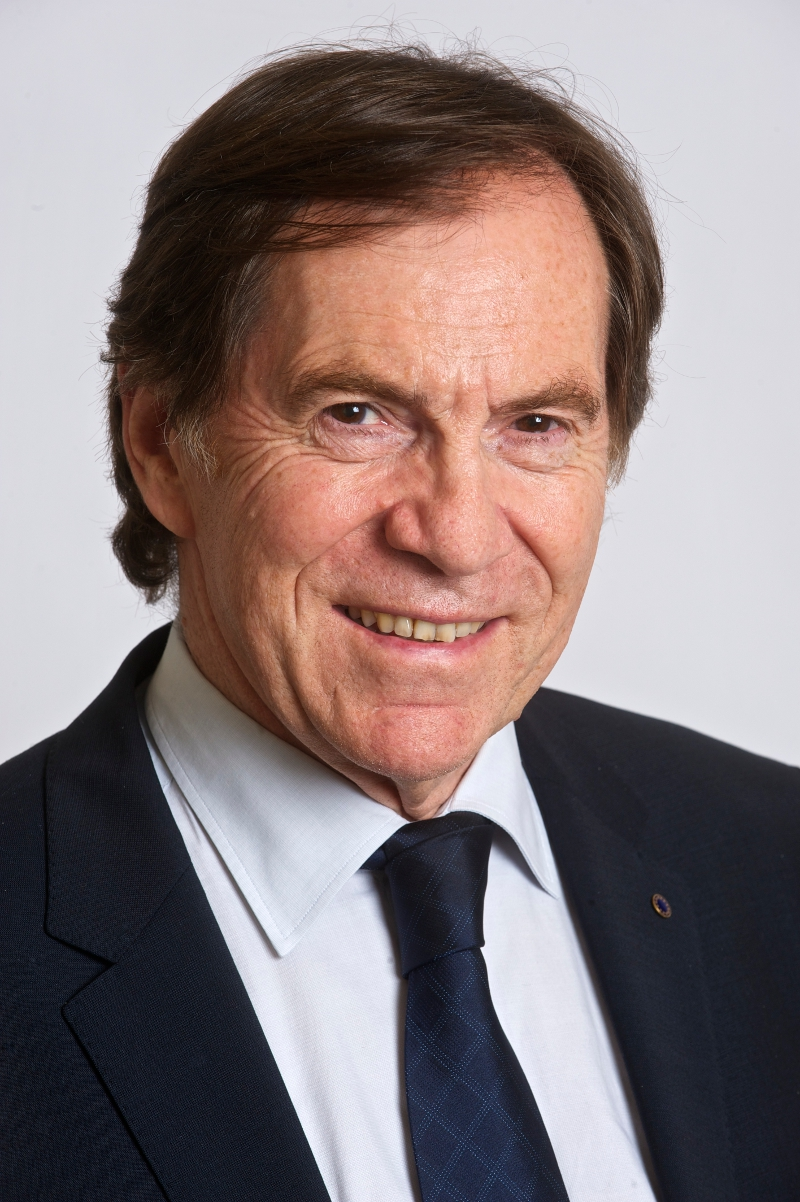
Doctor Honoris Causa голова ПАРЄ (2012—2014) Жан-Клод Міньйон

Найвище почесне звання Одеської національної юридичної академії (нині Національного університету «Одеська юридична академія») «Почесний доктор (Doctor Honoris Causa)» рішенням вченої ради присвоюється громадським, державним і релігійним діячам, політикам, вченим України та світу за значний внесок у розвиток науки, освіти, культури і духовності. Уперше було присвоєно в 2000 р., дотепер це звання присвоєно 18 найвизначнішим громадським, державним і релігійним діячам, політикам вченим України та світу, таким як: голова Парламентської Асамблеї Ради Європи Жан-Клод Міньйон, президент Парламентської асамблеї Ради Європи (2010—2012) Мевлют Чавушоглу, президент Міжнародного кримінального суду (2003—2009) Кірш Філіп, суддя Європейського суду з прав людини (1998—2006) Кафліш Луціус, віце-ректор Бакінгемського університету (Велика Британія) (2003—2005) Елкок Елістер, патріарх Московський і всієї Русі Кирило, голова Верховного суду Російської Федерації Лебедєв В'ячеслав Михайлович, митрополит Київський і всієї України (1992—2014), герой України Володимир, митрополит Одеський та Ізмаїльський Агафангел, Президент України (1994—2005) Кучма Леонід Данилович, Голова Конституційного Суду України (2006—2007) Домбровський Іван Петрович, голова Конституційного суду Російської Федерації (1997—2003) Баглай Марат Вікторович, Голова Верховного Суду України (2002—2006) Маляренко Василь Тимофійович, Голова Верховного Суду України (1995—2002) Бойко Віталій Федорович, Голова Вищого арбітражного (господарського) суду України (1991—2006) Притика Дмитро Микитович, Генеральний прокурор України (1998—2002) Потебенько Михайло Олексійович, голова Ради ректорів Київського вузівського центру, заступник Міністра освіти і науки України (2009—2012) Куліков Петро Мусійович.

## Рейтинги
Місце НУ ОЮА у рейтингах університетів України:
| Рейтинг                                                          | 2010 | 2011 | 2012 | 2013  | 2014 | 2015 | 2016 | 2017                     | 2018        | 2019         | 2020 | 2021         |
| ---------------------------------------------------------------- | ---- | ---- | ---- | ----- | ---- | ---- | ---- | ------------------------ | ----------- | ------------ | ---- | ------------ |
| Топ 200 Україна                                                  | -    | -    | -    | 48    | 47   | 45   | 39   | 40                       |             |              |      |              |
| Деньги                                                           | -    | -    | -    | -     | -    | -    | -    | 20                       |             | 4 (юридичні) |      | 4 (юридичні) |
| Webometrics                                                      | -    | -    | 20   | 26—38 | 77   | 65   | 41   | 57 (січень), 70 (липень) | 54 (січень) | 48 (січень)  |      |              |
| Рейтинг за показником «Середній бал ЗНО зарахованих на контракт» | -    | -    | -    | -     | -    | -    | -    | 41                       |             | 47           | 42   |              |
| Рейтинг за показником «Середній бал ЗНО зарахованих на бюджет»   | -    | -    | -    | -     | -    | -    | -    | 19                       |             | 11           | 10   |              |
| Рейтинг за показником «Конкурс на бюджетне місце»                | -    | -    | -    | -     | -    | -    | -    | 21                       |             |              |      |              |

У рейтингу «Компас» у 2009—2013 роках і випускники, і роботодавці віддавали НУ ОЮА третій найвищий бал, однак значно нижчі оцінки ставили експерти, через що у 2009—2011 роках виш поступався третім місцем.
Оцінка юридичних спеціальностей НУ ОЮА:
| Рейтинг | 2009 | 2010 | 2011 | 2012 | 2013 |
| ------- | ---- | ---- | ---- | ---- | ---- |
| Компас  | 4    | 4    | 4    | 3    | 3    |
| Деньги  | -    | -    | 4    | 5    | 6    |

## Відомі випускники

Перший заступник Міністра юстиції України Наталія Севостьянова

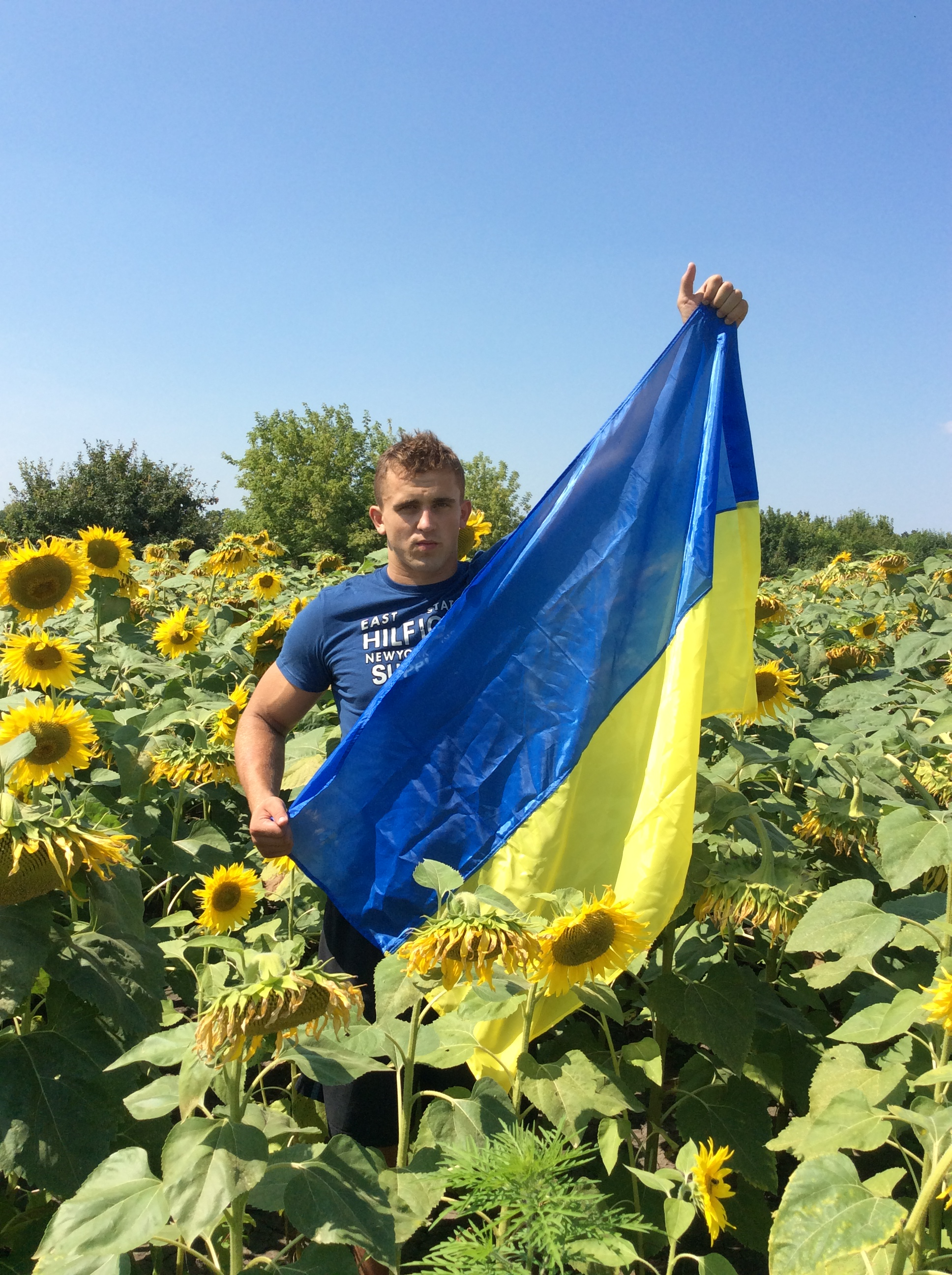
Дзюдоїст, кандидат наук Олександр Гордієнко

Випускниками Національного університету «Одеська юридична академія» є низка державних діячів. Зокрема, перший заступник міністра юстиції України (з 14 січня 2015 року), урядовий уповноважений у справах Європейського суду з прав людини (2014—2015) Севостьянова Наталія Іларіонівна, суддя Конституційного Суду України (з 2014 р.), доктор юридичних наук Сліденко Ігор Дмитрович, заступник голови Вищого господарського суду України Могил Сергій Костянтинович та народні депутати України: Антипенко Ірина Вікторівна (V скликання), Довгий Олесь Станіславович (VIII скликання), Злочевський Микола Владиславович (IV, V і VI скликань, власник найбільшої приватної газовидобувної компанії України), Грицак Василь Миколайович (V і VI скликань, кандидат юридичних наук, Заслужений економіст України, Лауреат Державної премії в галузі науки і техніки), Дубовой Олександр Федорович (VI і VII скликань, очільник Всеукраїнської федерації карате), Журжій Андрій Валерійович (VIII скликання), Кіссе Антон Іванович (IV та VII скликань, доктор політичних наук, президент Асоціації болгар України), Мальцев Володимир Олександрович (V, VI та VII скликань), Сокирко Микола Васильович (IV та V скликань), Унгурян Павло Якимович (VI та VIII скликань, заступник міністра екології та природних ресурсів України (2014)), Дейдей Євген Сергійович (VIII скликання).
Також можна відзначити випускників НУ «ОЮА», які є громадськими діячами. Зокрема, співвласниця та шеф-редактор інтернет-видання «Лівий берег» Соня Кошкіна (випускниця аспірантури), голова Державної інспекції України з безпеки на морському та річковому транспорті (2014) Буланович Павло Георгійович, член постійної делегації України в Палаті Конгресу місцевих та регіональних влад Ради Європи Романова Наталія Андріївна, учасник Євромайдану та Герой України Дмитрів Ігор Федорович, міністр охорони здоров'я і соціального захисту ПМР (2000—2011) Ткаченко Іван Валерійович, голова Всеукраїнського громадського об'єднання «Край», заслужений юрист України, заступник Голови Державної податкової адміністрації України (2005—2006), заступник міністра фінансів України (2007—2008) Ходос Людмила Вікторівна.
Серед випускників Національного університету «Одеська юридична академія» є й відомі представники шоу-бізнесу та спорту: багаторазовий срібний та бронзовий призер етапів Кубка світу з дзюдо, бронзовий призер I Європейських Олімпійських ігор у Баку 2015, кавалер ордену Данила Галицького Гордієнко Олександр Сергійович, президент і співвласник футбольного клубу «Нива», український підприємець Караванський Олег Едуардович, важкоатлетка, бронзова призерка Олімпійських ігор 2012 року Паратова Юлія Євгеніївна, українська топ-модель, телеведуча й акторка, фіналістка конкурсів «Міс Всесвіт-2001», «Міс американська мрія-2001», «Міс туризм інтернешнл-2002» Ніколаєнко Олександра Вікторівна, переможниця конкурсу «Міс Україна — Всесвіт-2011», перша віце-міс-Всесвіт-2011 Стефанко Олеся Михайлівна.

## Російсько-українська війна

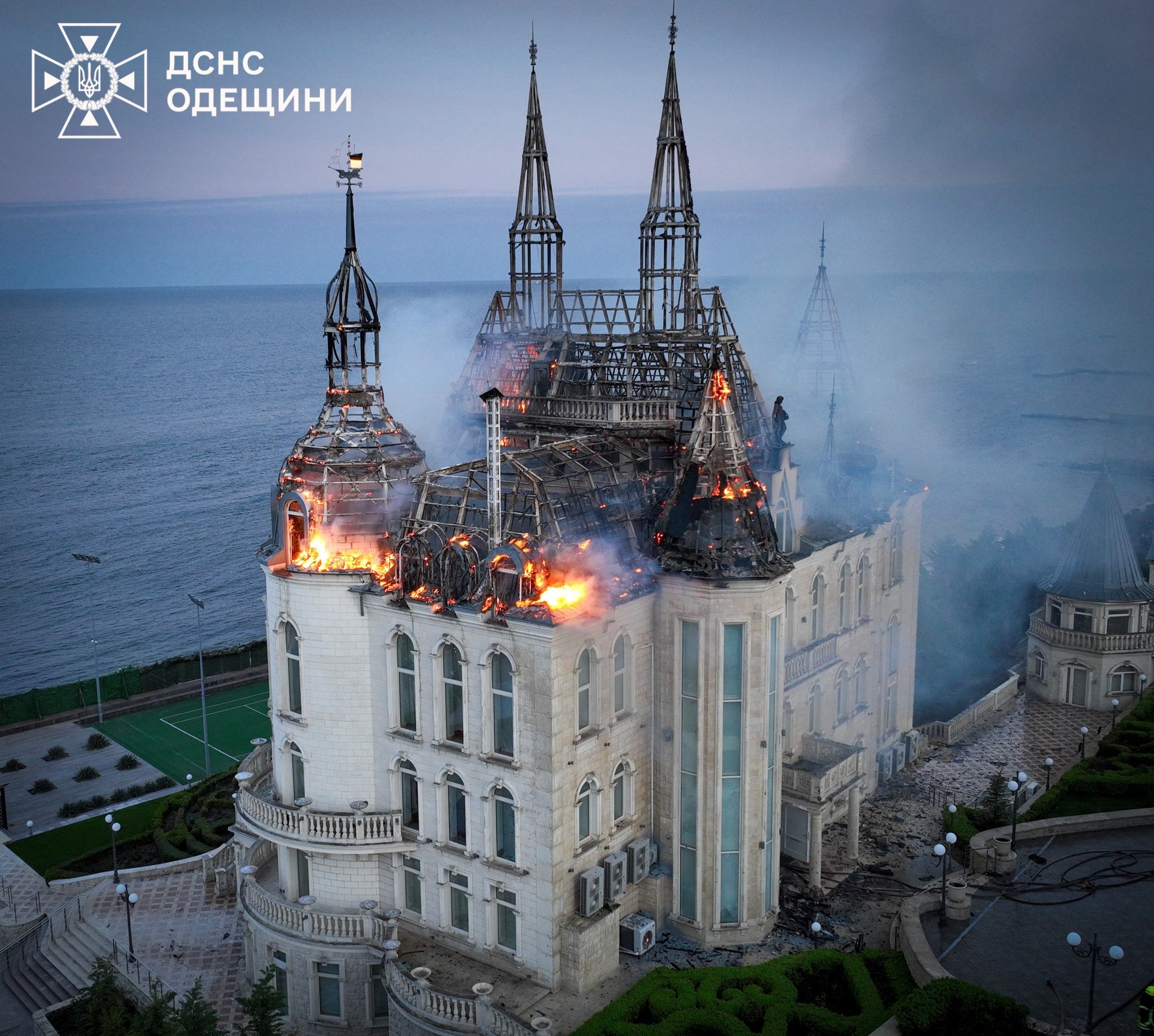
Палац студентів Одеської юридичної академії після удару 29 квітня 2024 року

29 квітня 2024 року армія Росії обстріляла Одесу за допомогою балістичного озброєння. Через це пошкодження отримав Палац студентів Одеської юридичної академії, який у місті через архітектурний стиль називали «Замком Гаррі Поттера».
Рятівники тривалий час ліквідовували масштабну пожежу. Вона розпочалася в мансарді на четвертого поверху, через кілька годин площа пожежі склала 600 кв. метрів — їй присвоїли найвищий рівень складності. Гасіння ускладнювало розташування замку, до якого неможливо було під'їхати пожежною технікою.

### Історія будівлі
У квітні 2012 року Одеська міська рада надала в оренду Міжнародному гуманітарному університету, який знаходиться у приватній власності, 6 земельних ділянок загальною площею 2,7 гектара. Замок називають резиденцією екснардепа і ректора Національного університету «Одеська юридична академія» Сергія Ківалова, якого також було поранено під час ворожої атаки на Одесу. Він проживає у цій будівлі, хоча офіційно вона є одним з корпусів навчального закладу і була призначена для приймання офіційних делегацій.